# 1880
Portal Geschichte | Portal Biografien | Aktuelle Ereignisse | Jahreskalender | Tagesartikel

◄ |
18. Jahrhundert |
19. Jahrhundert
| 20. Jahrhundert | ►

◄ |
1850er |
1860er |
1870er |
1880er
| 1890er | 1900er | 1910er | ►

◄◄ |
◄ |
1876 |
1877 |
1878 |
1879 |
1880
| 1881 | 1882 | 1883 | 1884 | ► | ►►
Staatsoberhäupter · Wahlen · Nekrolog   · Musikjahr   · Sportjahr
| Januar | Januar | Januar | Januar | Januar | Januar | Januar | Januar |
| Kw     | Mo     | Di     | Mi     | Do     | Fr     | Sa     | So     |
| ------ | ------ | ------ | ------ | ------ | ------ | ------ | ------ |
| 1      |        |        |        | 1      | 2      | 3      | 4      |
| 2      | 5      | 6      | 7      | 8      | 9      | 10     | 11     |
| 3      | 12     | 13     | 14     | 15     | 16     | 17     | 18     |
| 4      | 19     | 20     | 21     | 22     | 23     | 24     | 25     |
| 5      | 26     | 27     | 28     | 29     | 30     | 31     |        |

| Februar | Februar | Februar | Februar | Februar | Februar | Februar | Februar |
| Kw      | Mo      | Di      | Mi      | Do      | Fr      | Sa      | So      |
| ------- | ------- | ------- | ------- | ------- | ------- | ------- | ------- |
| 5       |         |         |         |         |         |         | 1       |
| 6       | 2       | 3       | 4       | 5       | 6       | 7       | 8       |
| 7       | 9       | 10      | 11      | 12      | 13      | 14      | 15      |
| 8       | 16      | 17      | 18      | 19      | 20      | 21      | 22      |
| 9       | 23      | 24      | 25      | 26      | 27      | 28      | 29      |

| März | März | März | März | März | März | März | März |
| Kw   | Mo   | Di   | Mi   | Do   | Fr   | Sa   | So   |
| ---- | ---- | ---- | ---- | ---- | ---- | ---- | ---- |
| 10   | 1    | 2    | 3    | 4    | 5    | 6    | 7    |
| 11   | 8    | 9    | 10   | 11   | 12   | 13   | 14   |
| 12   | 15   | 16   | 17   | 18   | 19   | 20   | 21   |
| 13   | 22   | 23   | 24   | 25   | 26   | 27   | 28   |
| 14   | 29   | 30   | 31   |      |      |      |      |

| April | April | April | April | April | April | April | April |
| Kw    | Mo    | Di    | Mi    | Do    | Fr    | Sa    | So    |
| ----- | ----- | ----- | ----- | ----- | ----- | ----- | ----- |
| 14    |       |       |       | 1     | 2     | 3     | 4     |
| 15    | 5     | 6     | 7     | 8     | 9     | 10    | 11    |
| 16    | 12    | 13    | 14    | 15    | 16    | 17    | 18    |
| 17    | 19    | 20    | 21    | 22    | 23    | 24    | 25    |
| 18    | 26    | 27    | 28    | 29    | 30    |       |       |

| Mai | Mai | Mai | Mai | Mai | Mai | Mai | Mai |
| Kw  | Mo  | Di  | Mi  | Do  | Fr  | Sa  | So  |
| --- | --- | --- | --- | --- | --- | --- | --- |
| 18  |     |     |     |     |     | 1   | 2   |
| 19  | 3   | 4   | 5   | 6   | 7   | 8   | 9   |
| 20  | 10  | 11  | 12  | 13  | 14  | 15  | 16  |
| 21  | 17  | 18  | 19  | 20  | 21  | 22  | 23  |
| 22  | 24  | 25  | 26  | 27  | 28  | 29  | 30  |
| 23  | 31  |     |     |     |     |     |     |

| Juni | Juni | Juni | Juni | Juni | Juni | Juni | Juni |
| Kw   | Mo   | Di   | Mi   | Do   | Fr   | Sa   | So   |
| ---- | ---- | ---- | ---- | ---- | ---- | ---- | ---- |
| 23   |      | 1    | 2    | 3    | 4    | 5    | 6    |
| 24   | 7    | 8    | 9    | 10   | 11   | 12   | 13   |
| 25   | 14   | 15   | 16   | 17   | 18   | 19   | 20   |
| 26   | 21   | 22   | 23   | 24   | 25   | 26   | 27   |
| 27   | 28   | 29   | 30   |      |      |      |      |

| Juli | Juli | Juli | Juli | Juli | Juli | Juli | Juli |
| Kw   | Mo   | Di   | Mi   | Do   | Fr   | Sa   | So   |
| ---- | ---- | ---- | ---- | ---- | ---- | ---- | ---- |
| 27   |      |      |      | 1    | 2    | 3    | 4    |
| 28   | 5    | 6    | 7    | 8    | 9    | 10   | 11   |
| 29   | 12   | 13   | 14   | 15   | 16   | 17   | 18   |
| 30   | 19   | 20   | 21   | 22   | 23   | 24   | 25   |
| 31   | 26   | 27   | 28   | 29   | 30   | 31   |      |

| August | August | August | August | August | August | August | August |
| Kw     | Mo     | Di     | Mi     | Do     | Fr     | Sa     | So     |
| ------ | ------ | ------ | ------ | ------ | ------ | ------ | ------ |
| 31     |        |        |        |        |        |        | 1      |
| 32     | 2      | 3      | 4      | 5      | 6      | 7      | 8      |
| 33     | 9      | 10     | 11     | 12     | 13     | 14     | 15     |
| 34     | 16     | 17     | 18     | 19     | 20     | 21     | 22     |
| 35     | 23     | 24     | 25     | 26     | 27     | 28     | 29     |
| 36     | 30     | 31     |        |        |        |        |        |

| September | September | September | September | September | September | September | September |
| Kw        | Mo        | Di        | Mi        | Do        | Fr        | Sa        | So        |
| --------- | --------- | --------- | --------- | --------- | --------- | --------- | --------- |
| 36        |           |           | 1         | 2         | 3         | 4         | 5         |
| 37        | 6         | 7         | 8         | 9         | 10        | 11        | 12        |
| 38        | 13        | 14        | 15        | 16        | 17        | 18        | 19        |
| 39        | 20        | 21        | 22        | 23        | 24        | 25        | 26        |
| 40        | 27        | 28        | 29        | 30        |           |           |           |

| Oktober | Oktober | Oktober | Oktober | Oktober | Oktober | Oktober | Oktober |
| Kw      | Mo      | Di      | Mi      | Do      | Fr      | Sa      | So      |
| ------- | ------- | ------- | ------- | ------- | ------- | ------- | ------- |
| 40      |         |         |         |         | 1       | 2       | 3       |
| 41      | 4       | 5       | 6       | 7       | 8       | 9       | 10      |
| 42      | 11      | 12      | 13      | 14      | 15      | 16      | 17      |
| 43      | 18      | 19      | 20      | 21      | 22      | 23      | 24      |
| 44      | 25      | 26      | 27      | 28      | 29      | 30      | 31      |

| November | November | November | November | November | November | November | November |
| Kw       | Mo       | Di       | Mi       | Do       | Fr       | Sa       | So       |
| -------- | -------- | -------- | -------- | -------- | -------- | -------- | -------- |
| 45       | 1        | 2        | 3        | 4        | 5        | 6        | 7        |
| 46       | 8        | 9        | 10       | 11       | 12       | 13       | 14       |
| 47       | 15       | 16       | 17       | 18       | 19       | 20       | 21       |
| 48       | 22       | 23       | 24       | 25       | 26       | 27       | 28       |
| 49       | 29       | 30       |          |          |          |          |          |

| Dezember | Dezember | Dezember | Dezember | Dezember | Dezember | Dezember | Dezember |
| Kw       | Mo       | Di       | Mi       | Do       | Fr       | Sa       | So       |
| -------- | -------- | -------- | -------- | -------- | -------- | -------- | -------- |
| 49       |          |          | 1        | 2        | 3        | 4        | 5        |
| 50       | 6        | 7        | 8        | 9        | 10       | 11       | 12       |
| 51       | 13       | 14       | 15       | 16       | 17       | 18       | 19       |
| 52       | 20       | 21       | 22       | 23       | 24       | 25       | 26       |
| 53       | 27       | 28       | 29       | 30       | 31       |          |          |

| Januar | Januar | Januar | Januar | Januar | Januar | Januar | Januar |
| Kw     | Mo     | Di     | Mi     | Do     | Fr     | Sa     | So     |
| ------ | ------ | ------ | ------ | ------ | ------ | ------ | ------ |
| 1      |        |        |        | 1      | 2      | 3      | 4      |
| 2      | 5      | 6      | 7      | 8      | 9      | 10     | 11     |
| 3      | 12     | 13     | 14     | 15     | 16     | 17     | 18     |
| 4      | 19     | 20     | 21     | 22     | 23     | 24     | 25     |
| 5      | 26     | 27     | 28     | 29     | 30     | 31     |        |

| Februar | Februar | Februar | Februar | Februar | Februar | Februar | Februar |
| Kw      | Mo      | Di      | Mi      | Do      | Fr      | Sa      | So      |
| ------- | ------- | ------- | ------- | ------- | ------- | ------- | ------- |
| 5       |         |         |         |         |         |         | 1       |
| 6       | 2       | 3       | 4       | 5       | 6       | 7       | 8       |
| 7       | 9       | 10      | 11      | 12      | 13      | 14      | 15      |
| 8       | 16      | 17      | 18      | 19      | 20      | 21      | 22      |
| 9       | 23      | 24      | 25      | 26      | 27      | 28      | 29      |

| März | März | März | März | März | März | März | März |
| Kw   | Mo   | Di   | Mi   | Do   | Fr   | Sa   | So   |
| ---- | ---- | ---- | ---- | ---- | ---- | ---- | ---- |
| 10   | 1    | 2    | 3    | 4    | 5    | 6    | 7    |
| 11   | 8    | 9    | 10   | 11   | 12   | 13   | 14   |
| 12   | 15   | 16   | 17   | 18   | 19   | 20   | 21   |
| 13   | 22   | 23   | 24   | 25   | 26   | 27   | 28   |
| 14   | 29   | 30   | 31   |      |      |      |      |

| April | April | April | April | April | April | April | April |
| Kw    | Mo    | Di    | Mi    | Do    | Fr    | Sa    | So    |
| ----- | ----- | ----- | ----- | ----- | ----- | ----- | ----- |
| 14    |       |       |       | 1     | 2     | 3     | 4     |
| 15    | 5     | 6     | 7     | 8     | 9     | 10    | 11    |
| 16    | 12    | 13    | 14    | 15    | 16    | 17    | 18    |
| 17    | 19    | 20    | 21    | 22    | 23    | 24    | 25    |
| 18    | 26    | 27    | 28    | 29    | 30    |       |       |

| Mai | Mai | Mai | Mai | Mai | Mai | Mai | Mai |
| Kw  | Mo  | Di  | Mi  | Do  | Fr  | Sa  | So  |
| --- | --- | --- | --- | --- | --- | --- | --- |
| 18  |     |     |     |     |     | 1   | 2   |
| 19  | 3   | 4   | 5   | 6   | 7   | 8   | 9   |
| 20  | 10  | 11  | 12  | 13  | 14  | 15  | 16  |
| 21  | 17  | 18  | 19  | 20  | 21  | 22  | 23  |
| 22  | 24  | 25  | 26  | 27  | 28  | 29  | 30  |
| 23  | 31  |     |     |     |     |     |     |

| Juni | Juni | Juni | Juni | Juni | Juni | Juni | Juni |
| Kw   | Mo   | Di   | Mi   | Do   | Fr   | Sa   | So   |
| ---- | ---- | ---- | ---- | ---- | ---- | ---- | ---- |
| 23   |      | 1    | 2    | 3    | 4    | 5    | 6    |
| 24   | 7    | 8    | 9    | 10   | 11   | 12   | 13   |
| 25   | 14   | 15   | 16   | 17   | 18   | 19   | 20   |
| 26   | 21   | 22   | 23   | 24   | 25   | 26   | 27   |
| 27   | 28   | 29   | 30   |      |      |      |      |

| Juli | Juli | Juli | Juli | Juli | Juli | Juli | Juli |
| Kw   | Mo   | Di   | Mi   | Do   | Fr   | Sa   | So   |
| ---- | ---- | ---- | ---- | ---- | ---- | ---- | ---- |
| 27   |      |      |      | 1    | 2    | 3    | 4    |
| 28   | 5    | 6    | 7    | 8    | 9    | 10   | 11   |
| 29   | 12   | 13   | 14   | 15   | 16   | 17   | 18   |
| 30   | 19   | 20   | 21   | 22   | 23   | 24   | 25   |
| 31   | 26   | 27   | 28   | 29   | 30   | 31   |      |

| August | August | August | August | August | August | August | August |
| Kw     | Mo     | Di     | Mi     | Do     | Fr     | Sa     | So     |
| ------ | ------ | ------ | ------ | ------ | ------ | ------ | ------ |
| 31     |        |        |        |        |        |        | 1      |
| 32     | 2      | 3      | 4      | 5      | 6      | 7      | 8      |
| 33     | 9      | 10     | 11     | 12     | 13     | 14     | 15     |
| 34     | 16     | 17     | 18     | 19     | 20     | 21     | 22     |
| 35     | 23     | 24     | 25     | 26     | 27     | 28     | 29     |
| 36     | 30     | 31     |        |        |        |        |        |

| September | September | September | September | September | September | September | September |
| Kw        | Mo        | Di        | Mi        | Do        | Fr        | Sa        | So        |
| --------- | --------- | --------- | --------- | --------- | --------- | --------- | --------- |
| 36        |           |           | 1         | 2         | 3         | 4         | 5         |
| 37        | 6         | 7         | 8         | 9         | 10        | 11        | 12        |
| 38        | 13        | 14        | 15        | 16        | 17        | 18        | 19        |
| 39        | 20        | 21        | 22        | 23        | 24        | 25        | 26        |
| 40        | 27        | 28        | 29        | 30        |           |           |           |

| Oktober | Oktober | Oktober | Oktober | Oktober | Oktober | Oktober | Oktober |
| Kw      | Mo      | Di      | Mi      | Do      | Fr      | Sa      | So      |
| ------- | ------- | ------- | ------- | ------- | ------- | ------- | ------- |
| 40      |         |         |         |         | 1       | 2       | 3       |
| 41      | 4       | 5       | 6       | 7       | 8       | 9       | 10      |
| 42      | 11      | 12      | 13      | 14      | 15      | 16      | 17      |
| 43      | 18      | 19      | 20      | 21      | 22      | 23      | 24      |
| 44      | 25      | 26      | 27      | 28      | 29      | 30      | 31      |

| November | November | November | November | November | November | November | November |
| Kw       | Mo       | Di       | Mi       | Do       | Fr       | Sa       | So       |
| -------- | -------- | -------- | -------- | -------- | -------- | -------- | -------- |
| 45       | 1        | 2        | 3        | 4        | 5        | 6        | 7        |
| 46       | 8        | 9        | 10       | 11       | 12       | 13       | 14       |
| 47       | 15       | 16       | 17       | 18       | 19       | 20       | 21       |
| 48       | 22       | 23       | 24       | 25       | 26       | 27       | 28       |
| 49       | 29       | 30       |          |          |          |          |          |

| Dezember | Dezember | Dezember | Dezember | Dezember | Dezember | Dezember | Dezember |
| Kw       | Mo       | Di       | Mi       | Do       | Fr       | Sa       | So       |
| -------- | -------- | -------- | -------- | -------- | -------- | -------- | -------- |
| 49       |          |          | 1        | 2        | 3        | 4        | 5        |
| 50       | 6        | 7        | 8        | 9        | 10       | 11       | 12       |
| 51       | 13       | 14       | 15       | 16       | 17       | 18       | 19       |
| 52       | 20       | 21       | 22       | 23       | 24       | 25       | 26       |
| 53       | 27       | 28       | 29       | 30       | 31       |          |          |

## Ereignisse

### Politik und Weltgeschehen

#### Europa
- 1. Januar: Emil Welti wird zum vierten Mal Bundespräsident der Schweiz.
- 14. April: Die von Otto von Bismarck initiierte Samoa-Vorlage zur staatlichen Rettung des infolge von Unternehmungen in Samoa bankrotten Handelshauses von Johan Cesar Godeffroy bildet den Auftakt zur aktiven deutschen Kolonialpolitik.
- 14. Juli: Kulturkampf: Das Brotkorbgesetz wird aufgehoben und die Bischöfe werden vom Eid auf preußische Gesetze befreit.
- Magdeburg wird zur Großstadt.

#### Amerika
- 7. Juni: Die Festung auf dem Berg El Morro in der peruanischen Hafenstadt Arica wird im Salpeterkrieg von den Chilenen erobert.
- 15. Oktober: Mexikanische Soldaten ermorden Victorio, einen Anführer der Chihenne-Apachen, und weitere 78 Apachen, die wegen Kriegszügen nach New Mexico und Texas bekämpft werden.
- 30. Oktober: Tegucigalpa wird endgültig Hauptstadt von Honduras.
- 2. November: Der Republikaner James A. Garfield wird mit knapper Mehrheit zum US-Präsidenten gewählt.
- Bürgerkrieg in Argentinien

#### Ozeanien
- 29. Juni: Frankreich zwingt König Pomaré V. von Tahiti zur Abdankung und gliedert die Insel in Französisch-Polynesien ein.

#### Asien
- 27. Juli: Britische Truppen werden von Afghanen in der Schlacht von Maiwand besiegt.
- Der Zweite Anglo-Afghanische Krieg endet.

#### Afrika
- Der Wettlauf um Afrika beginnt.
- 16. Dezember: Die Burenrepublik Transvaal erklärt unter dem Namen Südafrikanische Republik ihre Unabhängigkeit von Großbritannien. Im beginnenden Burenkrieg fallen die ersten Schüsse.

### Wirtschaft

#### Weltausstellung
- 1. Oktober: Die Weltausstellung in Melbourne beginnt.

#### Patente
- 27. Januar: Thomas Alva Edison erhält das US-Patent Nummer 223898 auf seine Erfindung einer besseren Glühlampe.

#### Unternehmensgründungen und -übernahmen
- 1. März: Heinrich Kleyer gründet in Frankfurt am Main eine Maschinen- und Fahrradhandlung. Aus der Heinrich Kleyer GmbH entstehen später die Adlerwerke zur Produktion von Fahrrädern, Motorrädern und Autos.
- Im November eröffnen die Brüder William und Theodore Steinway ein weiteres Werk in Hamburg-St.Pauli an der Schanzenstraße in einer vormaligen Nähmaschinenfabrik, um im Klavierbau die Hamburger Zollfreiheit und günstigere Löhne zu nutzen. Arthur von Holwede, der mit Theodor Steinweg 1865 von Braunschweig nach New York gegangen ist, wird erster Hamburger Werksdirektor.
- Der Erfurter Carl von Thieme, dessen Vater Direktor bei der Thuringia war, gründet mit Unterstützung durch Wilhelm von Finck (Teilhaber des Bankhauses Merck Finck & Co) die Münchener Rückversicherungs-Gesellschaft.
- Zusammenschluss der Firmen Straub & Sohn und Ritter & Co zur Württembergischen Metallwarenfabrik (WMF)
- Andreas Flocken gründet in Coburg die Maschinenfabrik A. Flocken.
- George Hearst übernimmt die Zeitung The Daily Examiner.

#### Verkehr
- 29. Februar: Bei dem für die Gotthardbahn gebauten etwa 15 Kilometer langen Gotthardtunnel durch das gleichnamige Massiv in den Schweizer Alpen erfolgt der Durchstich.

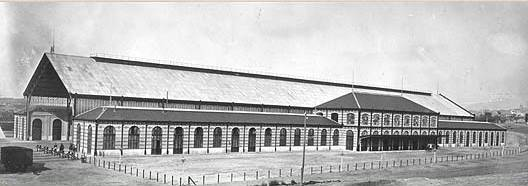
Ansicht des Bahnhofs Delicias gleich nach der Fertigstellung

- 30 März: Der Bahnhof Delicias, der erste große Bahnhof Madrids, wird eröffnet. Er wird zum Ausgangspunkt der Expresszüge nach Portugal und in den Westen Spaniens.
- 5. August: Die New York and Brighton Beach Railway auf Long Island in Brooklyn wird für den Personenverkehr eröffnet.
- 28. Dezember: Der HAPAG-Dampfer „Thuringia“ eröffnet eine direkte Linie zwischen Hamburg und Mexiko.
- Dezember: Die spanische Eisenbahngesellschaft Compañía de los Ferrocarriles de Madrid a Cáceres y Portugal wird gegründet.

### Wissenschaft und Technik

#### Arktisforschung

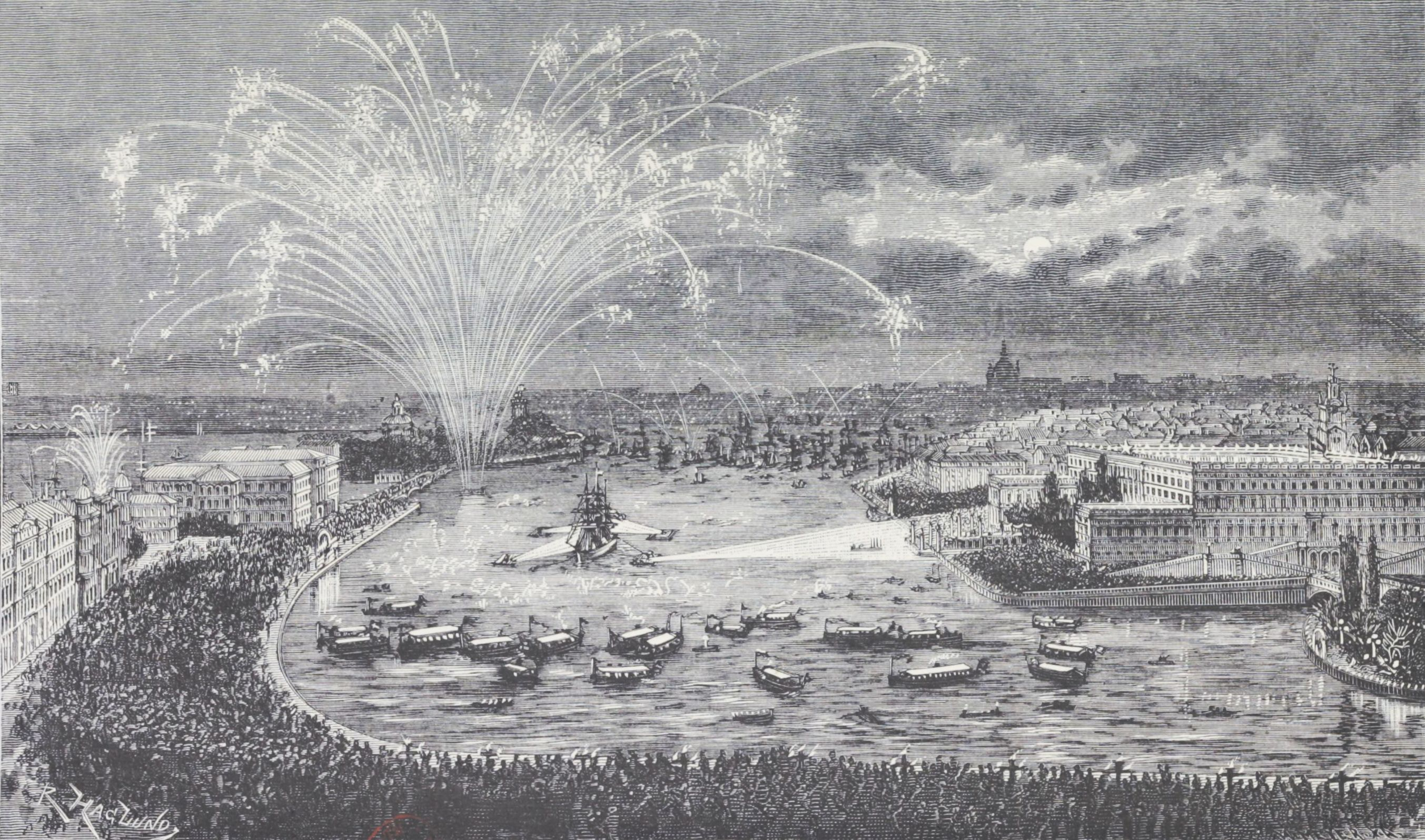
Stockholm am 24. April 1880

- 24. April: Adolf Erik Nordenskiöld kehrt von der ersten erfolgreichen Durchfahrung der Nordostpassage auf der Vega nach Europa zurück. In Stockholm wird ihm ein triumphaler Empfang bereitet.

#### Naturwissenschaften
- 27. September: Bei Beobachtungen im Sternbild Walfisch findet Ernst Wilhelm Leberecht Tempel die Galaxien mit der späteren Bezeichnung NGC 114, NGC 118 und NGC 123.
- 30. September: Henry Draper gelingt die erste Fotografie des Orionnebels.
- 6. November: Der französische Militärarzt Charles Louis Alphonse Laveran entdeckt in einer Blutprobe den Malariaerreger Plasmodium falciparum.

#### Technische Errungenschaften
- 31. März: Wabash, Indiana, ist der erste komplett mit einer elektrischen Straßenbeleuchtung ausgestattete Ort.
- Werner Siemens stellt den ersten elektrischen Aufzug in Mannheim vor.

#### Lehre und Forschung
- 3. Juli: Thomas Alva Edison gründet das Magazin Science.
- 7. Juli: Konrad Duden gibt in Leipzig das Vollständige Orthographische Wörterbuch der deutschen Sprache (erster Duden) heraus.
- 20. Oktober: Abraham Kuyper gründet die religiös orientierte Freie Universität Amsterdam. Bis in die 1970er Jahre hinein bewahrt sie ihre Ausrichtung aus der Gründungszeit.

### Kultur

#### Bildende Kunst
- Herbst: Vincent van Gogh trifft die Entscheidung, Maler zu werden.

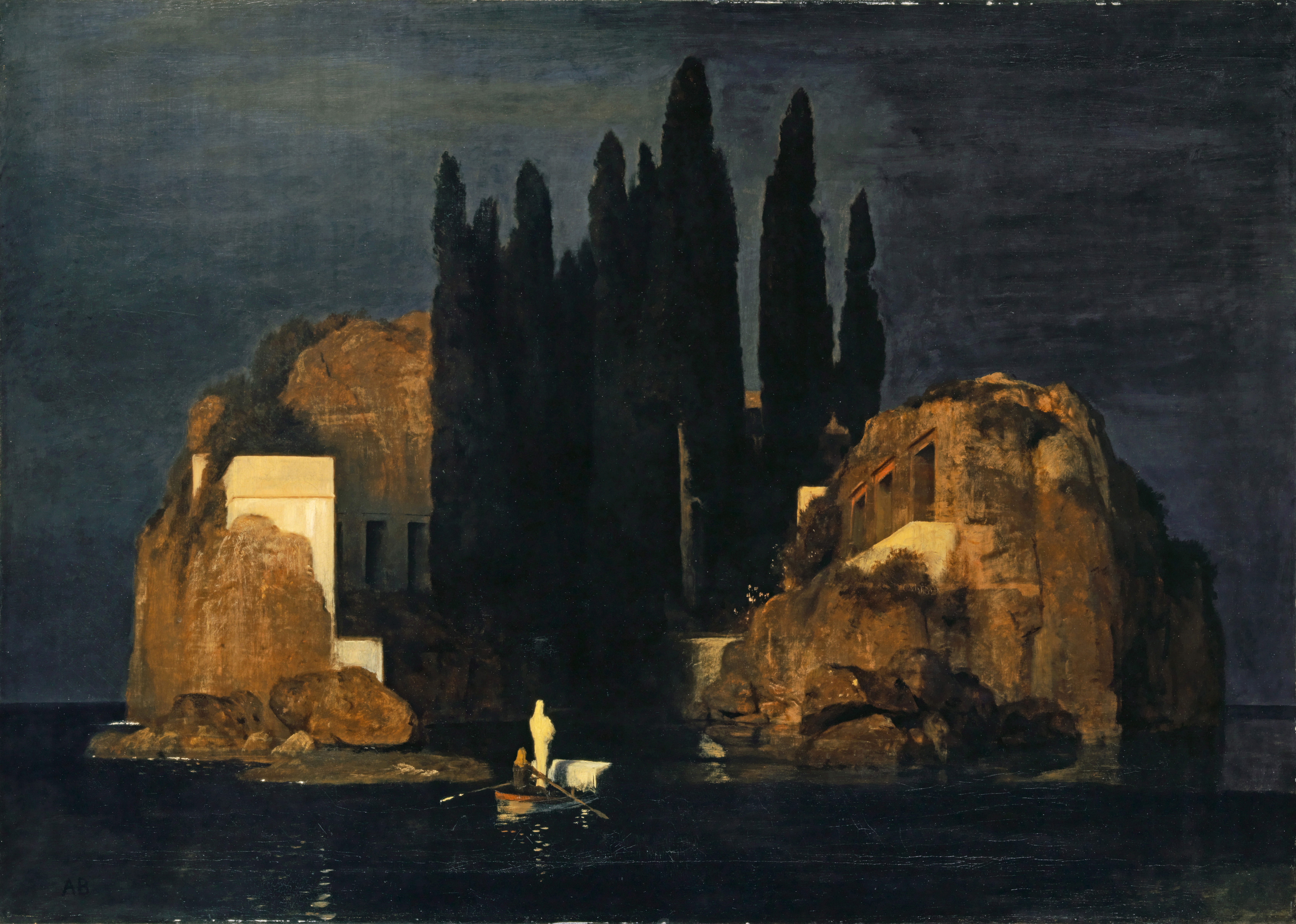
Die Urversion der Toteninsel

- Arnold Böcklin malt die ersten zwei Versionen von Die Toteninsel.

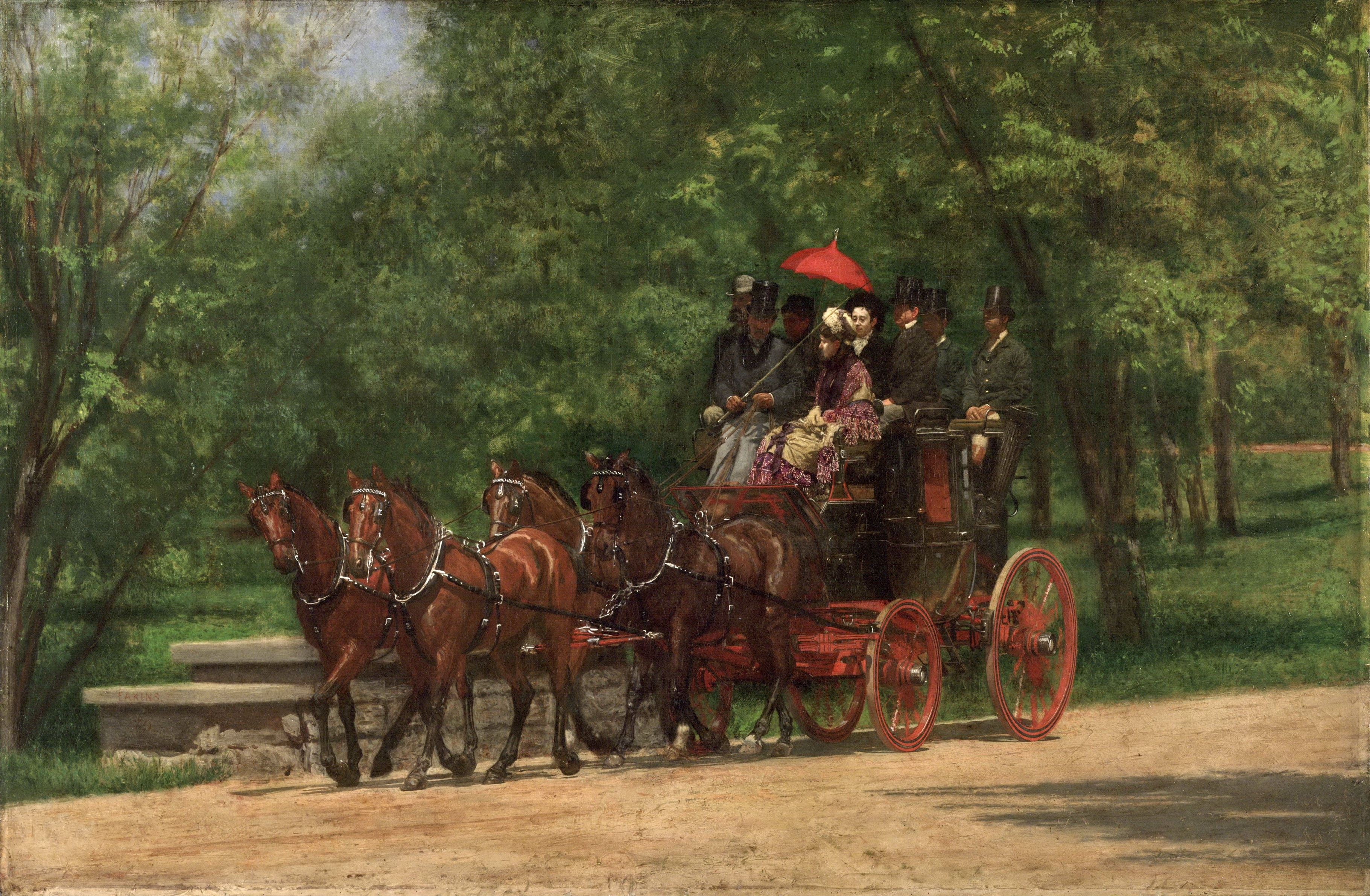
The Fairman Rogers Four-in-Hand

- Thomas Eakins vollendet das Gemälde The Fairman Rogers Four-in-Hand. Es gilt als die erste korrekte Darstellung von Pferden in Bewegung, was durch die neue Technik der fotografischen Analyse erreicht wurde.
- Auguste Rodin fertigt die Bronzeskulptur Der Kuss.
- Édouard Manet malt in Öl auf Leinwand die beiden Stillleben Spargelbündel und Der Spargel.
- Eugen Bracht unternimmt mit Carl Cowen Schirm und Adolf Meckel von Hemsbach eine längere Studienreise durch Syrien, Palästina und Ägypten. In dessen Folge malt Bracht Werke des Orientalismus.
- Gründung der National Gallery of Canada
- Gründung der Kyōto-shiritsu Geijutsu Daigaku, der ersten Kunsthochschule Japans.

#### Musik und Theater
- 21. Januar: Am Mariinski-Theater in Sankt Petersburg wird die Oper Die Mainacht von Nikolai Andrejewitsch Rimski-Korsakow uraufgeführt.
- 31. Januar: Die Uraufführung des phantastischen Dramas Elda von Alfredo Catalani findet am Teatro Regio in Turin statt.
- 21. Februar: Die Operette Donna Juanita von Franz von Suppè wird am Carltheater in Wien uraufgeführt. Das Libretto stammt von Camillo Walzel und Richard Genée.
- 1. Oktober: Am Theater an der Wien in Wien wird die Operette Das Spitzentuch der Königin von Johann Strauss (Sohn) nach einem Libretto von Heinrich Bohrmann-Riegen und Richard Genée uraufgeführt.

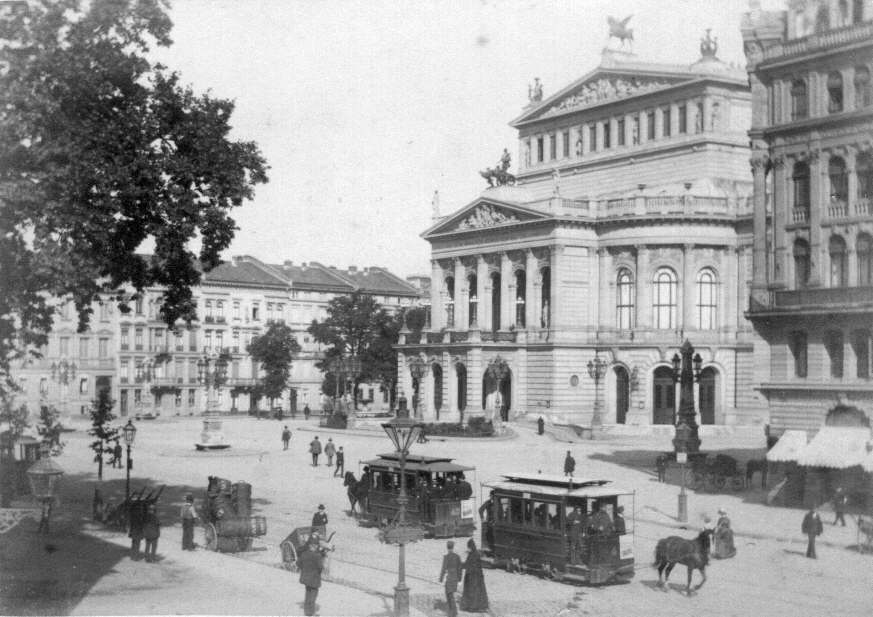
Die Alte Oper um 1880

- 20. Oktober: Die vom Berliner Architekten Richard Lucae entworfene Oper in Frankfurt am Main wird in Anwesenheit von Kaiser Wilhelm I. mit Mozarts Oper Don Giovanni eröffnet. Gleichzeitig wird der die heutige Alte Oper umgebende Platz in Opernplatz umbenannt.
- 6. Dezember: Das Capriccio Italien, eine Orchesterkomposition von Pjotr Iljitsch Tschaikowski, wird unter der Leitung von Nikolai Rubinstein mit großem Erfolg in Moskau uraufgeführt.
- 18. Dezember: Am Theater an der Wien in Wien wird die Operette Apajune, der Wassermann von Karl Millöcker uraufgeführt. Auch dieses Libretto stammt von Richard Genée und Camillo Walzel.

#### Sonstiges

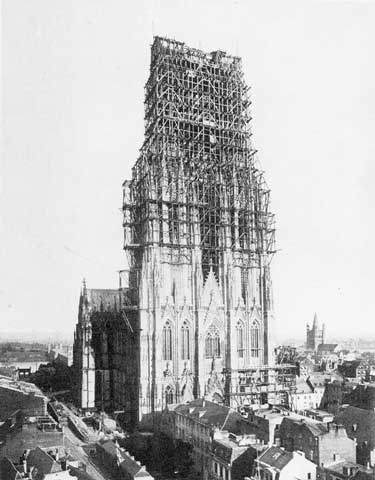
Der Dom kurz vor der Fertigstellung 1880

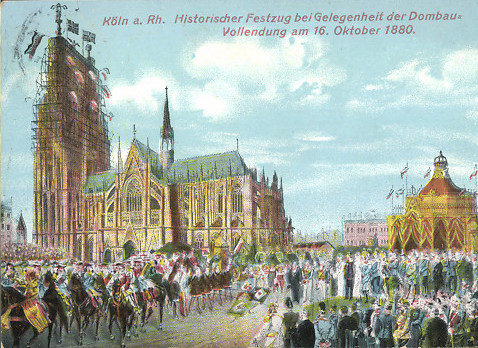
Historischer Festzug vor dem Kölner Dom, rechts das Zelt des Kaiserpaares, Postkarte nach Adolf Wallraf, 1880

- 15. Oktober: Nach über 600 Jahren wird der Kölner Dom durch Ernst Friedrich Zwirner und Richard Voigtel fertiggestellt, getreu den Plänen der Kölner Dombaumeister des Mittelalters. Mit 157,38 m ist er zu diesem Zeitpunkt das höchste Gebäude der Welt. Am nächsten Tag findet anlässlich der Fertigstellung in Anwesenheit Kaiser Wilhelms I. und zahlreicher weiterer Fürsten sowie Vertretern der Stadt Köln und des Zentral-Dombau-Vereins ein Festzug statt.
- 20. Oktober: Im neu erbauten Salamonski-Zirkus findet in Moskau die erste Vorstellung statt. Er wird Jahrzehnte später zum Nikulin-Zirkus umbenannt.

### Gesellschaft
- 14. März: Durch den Zusammenschluss mehrerer lokaler Hilfsvereine entsteht die Österreichische Gesellschaft vom Rothen Kreuze. Kaiser Franz Joseph I. unterschreibt die Gründungsurkunde und übernimmt gemeinsam mit seiner Gattin Sisi die Schirmherrschaft über die neue Organisation.
- 28. Juni: Der australische Outlaw und Volksheld Ned Kelly wird in Glenrowan, Victoria gefasst.
- 11. November: Der verurteilte australische Straßenräuber Ned Kelly stirbt im Gefängnis Old Melbourne Gaol am Galgen.
- 25. Dezember: Der Schweizer Bundesrat Fridolin Anderwert, für 1881 als Bundespräsident gewählt, scheidet durch Suizid auf der Terrasse vor dem Bundeshaus aus dem Leben.
- Das Institut Le Rosey in Rolle am Genfersee wird gegründet.

### Katastrophen
- 16. Oktober: Der Raddampfer Alpena verschwindet auf dem Michigansee in einem schweren Sturm, der als „The Big Blow“ bekannt wird. Niemand der 80 Menschen an Bord überlebt; die genauen Umstände des Unglücks bleiben ungeklärt.
- 9. November: Ein schweres Erdbeben erschüttert Kroatiens Hauptstadt Zagreb.
- 28. Dezember: Ungewöhnlich hohes Hochwasser unterspült das Flussufer im Hafen von Bremen, dadurch stürzen 170 m Kaimauer ein, und Lagerschuppen werden beschädigt bzw. zerstört.

Kleinere Unglücksfälle sind in den Unterartikeln von Katastrophe und in der Liste von Katastrophen aufgeführt.

### Natur und Umwelt
- 20. Januar: Nach einem Erdbeben taucht im See der Caldera Ilopango in San Salvador eine Insel auf.
- Der Bodensee und der Zürichsee sind komplett zugefroren.

### Sport
- 4. Januar: Einer von Edward Whymper angeführten Seilschaft gelingt die Erstbesteigung des Chimborazo in Ecuador.
- 5. November: Der Berliner Ruder-Club entsteht in Treptow an der Spree.

## Geboren

### Januar
- 01. Januar: Schalom Asch, jüdischer Schriftsteller und Dramatiker († 1957)
- 01. Januar: Ernst Gennat, deutscher Kriminalpolizist († 1939)
- 03. Januar: Alim Khan, letzter Emir von Buchara († 1944)
- 04. Januar: Alice La Mazière, französische Schriftstellerin und Journalistin († 1962)
- 04. Januar: Charles Wheeler, neuseeländisch-australischer Maler († 1977)
- 05. Januar: Harry Maasz, deutscher Gartenarchitekt und Gartenbauschriftsteller († 1946)
- 05. Januar: Nikolai Karlowitsch Medtner, russischer Komponist († 1951)
- 07. Januar: Santiago Luis Copello, argentinischer Geistlicher, Erzbischof von Buenos Aires und Kardinal († 1967)

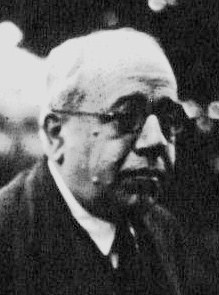
Manuel Azaña

- 10. Januar: Manuel Azaña, spanischer Politiker und Staatspräsident († 1940)
- 10. Januar: Paolo Giobbe, italienischer römisch-katholischer Kardinal († 1972)
- 10. Januar: Adrian Wettach, bekannt als Grock, Schweizer Musikclown († 1959)
- 12. Januar: Menyhért Lengyel, ungarischer Schriftsteller († 1974)
- 14. Januar: Pierre-Marie Gerlier, französischer Geistlicher, Erzbischof von Lyon und Kardinal († 1965)
- 15. Januar: Rita Sacchetto, deutsche Tänzerin und Schauspielerin († 1959)
- 17. Januar: Bernardo Attolico, italienischer Diplomat († 1942)
- 17. Januar: Mack Sennett, US-amerikanischer Filmemacher († 1960)
- 18. Januar: Paul Ehrenfest, österreichischer Physiker († 1933)
- 18. Januar: Arthur Chaussy, französischer Politiker († 1945)
- 18. Januar: Robert Pollack, österreichischer Geiger und Musikpädagoge († 1962)
- 18. Januar: Alfredo Ildefonso Schuster, italienischer Geistlicher, Erzbischof von Mailand und Kardinal († 1954)
- 19. Januar: Julius Perlis, österreichischer Schachspieler († 1913)
- 19. Januar: James Graves Scrugham, US-amerikanischer Politiker († 1945)
- 20. Januar: Rudolf Bernauer, österreichischer Operetten-Librettist und Theaterdirektor († 1953)
- 22. Januar: Frigyes Riesz, ungarischer Mathematiker († 1956)
- 23. Januar: Antonio Díaz Soto y Gama, mexikanischer Rechtswissenschaftler, Revolutionär († 1967)
- 24. Januar: Alfred Merz, österreichisch-deutscher Meereskundler († 1925)
- 24. Januar: Peter Wilhelm Millowitsch, deutscher Schauspieler und Theaterleiter († 1945)
- 25. Januar: Bernhard Raestrup, deutscher Politiker († 1959)
- 25. Januar: Arthur Schütz, österreichischer Ingenieur und Schriftsteller († 1960)
- 26. Januar: Douglas MacArthur, US-amerikanischer General († 1964)
- 26. Januar: Peet Stol, niederländischer Fußballspieler († 1956)
- 26. Januar: Willy de Vos, niederländischer Fußballspieler († 1957)
- 27. Januar: Arthur Warncke, deutscher Ruderer
- 28. Januar: Herbert Freundlich, deutsch-US-amerikanischer Grundlagenforscher in der Kolloidchemie († 1941)
- 28. Januar: Camil Ressu, rumänischer Maler († 1962)
- 29. Januar: W. C. Fields, US-amerikanischer Schauspieler († 1946)
- 29. Januar: Philibert Jacques Melotte, britischer Astronom († 1961)
- 30. Januar: Howard Alexander Smith, US-amerikanischer Politiker († 1966)
- 31. Januar: Anton Arnold, österreichischer Opernsänger († 1954)

### Februar
- 03. Februar: Félix Fourdrain, französischer Komponist, Organist und Musikpädagoge († 1923)
- 04. Februar: Louis Halphen, französischer Historiker († 1950)
- 04. Februar: Paul Lotsij, niederländischer Ruderer († 1910)
- 05. Februar: Gabriel Voisin, französischer Flugzeug- und Automobilkonstrukteur († 1973)
- 06. Februar: Alexander von Bernus, deutscher Schriftsteller († 1965)
- 06. Februar: Max Sauerlandt, deutscher Kunsthistoriker († 1934)
- 07. Februar: Aurelio Mistruzzi, italienischer Bildhauer und Medailleur († 1960)
- 07. Februar: Rudolf Schetter, deutscher Politiker († 1967)

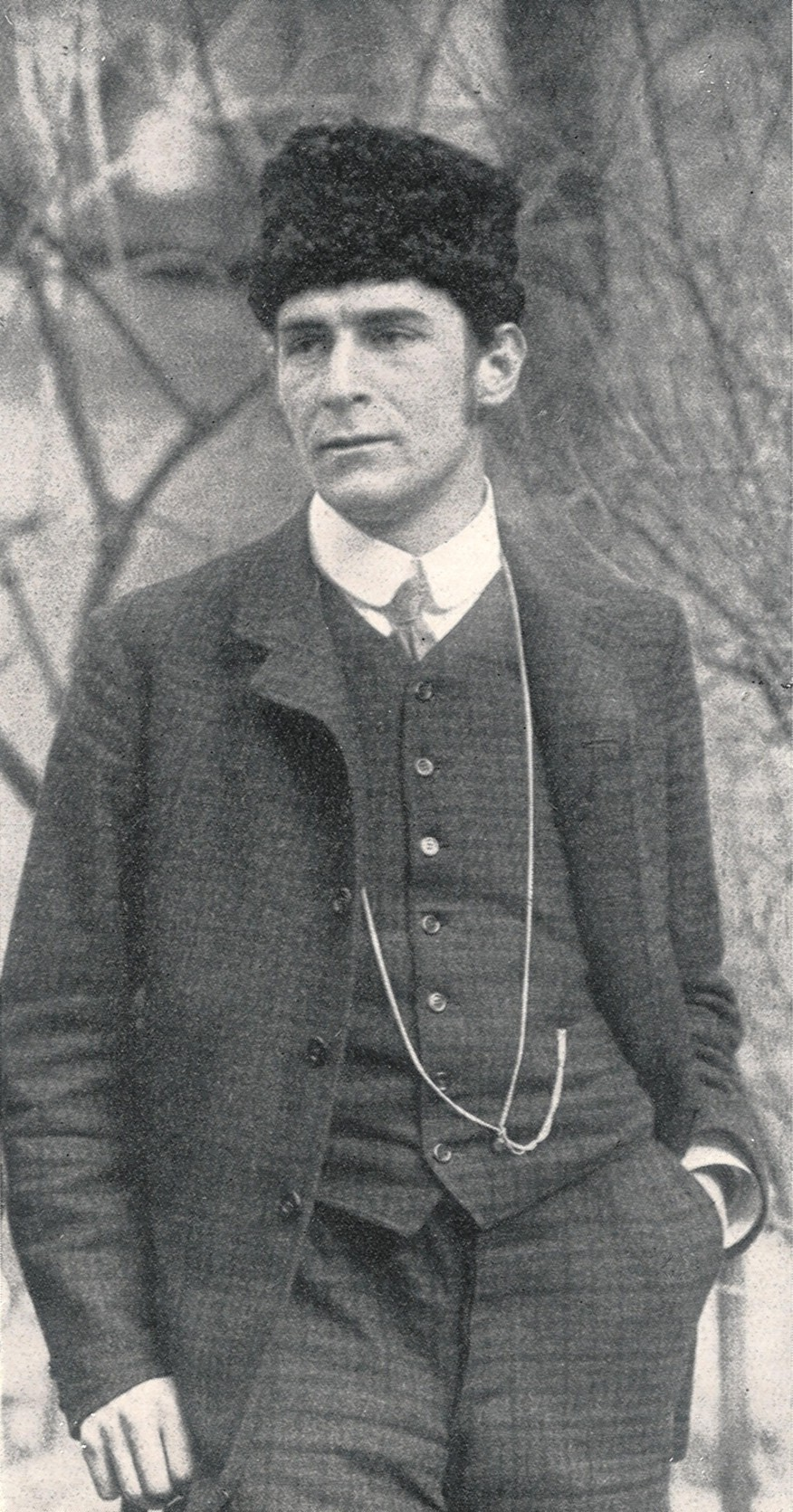
Franz Marc, 1910

- 08. Februar: Franz Marc, deutscher Maler († 1916)
- 09. Februar: Leopold Fejér, ungarischer Mathematiker († 1959)
- 12. Februar: Eugen Fürstenberger, deutscher Kunstturner († 1975)
- 13. Februar: John La Farge, US-amerikanischer Priester und Jesuit († 1963)
- 14. Februar: Egon Berger-Waldenegg, österreichischer Jurist, Politiker und Gutsbesitzer († 1960)
- 14. Februar: Maria Labia, italienische Opernsängerin († 1953)
- 17. Februar: Tellos Agras, griechischer Offizier († 1907)
- 18. Februar: Ernst von Aster, deutscher Philosoph und Philosophiehistoriker († 1948)
- 18. Februar: Eric DeLamarter, US-amerikanischer Komponist († 1953)
- 19. Februar: Joseph Antz, deutscher Pädagoge († 1960)

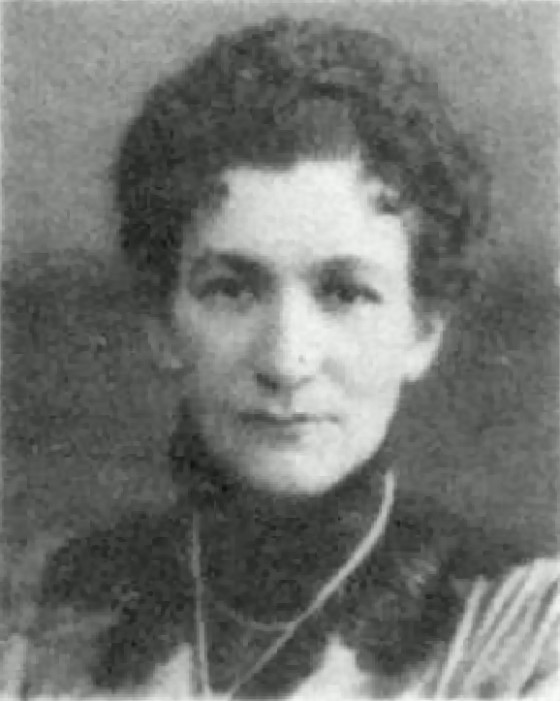
Elisabeth Brönner

- 19. Februar: Elisabeth Brönner, deutsche Politikerin und Mitglied der Weimarer Nationalversammlung († 1950)
- 19. Februar: Álvaro Obregón, mexikanischer General und Politiker († 1928)
- 19. Februar: Arthur Shepherd, US-amerikanischer Komponist († 1958)
- 20. Februar: Jacques d’Adelswärd-Fersen, französischer Aristokrat, Autor und Dichter († 1923)
- 20. Februar: Otto Christman, kanadischer Fußballspieler († 1963)
- 21. Februar: Marie Behncke, deutsche Politikerin und Mitglied der Weimarer Nationalversammlung († 1944)

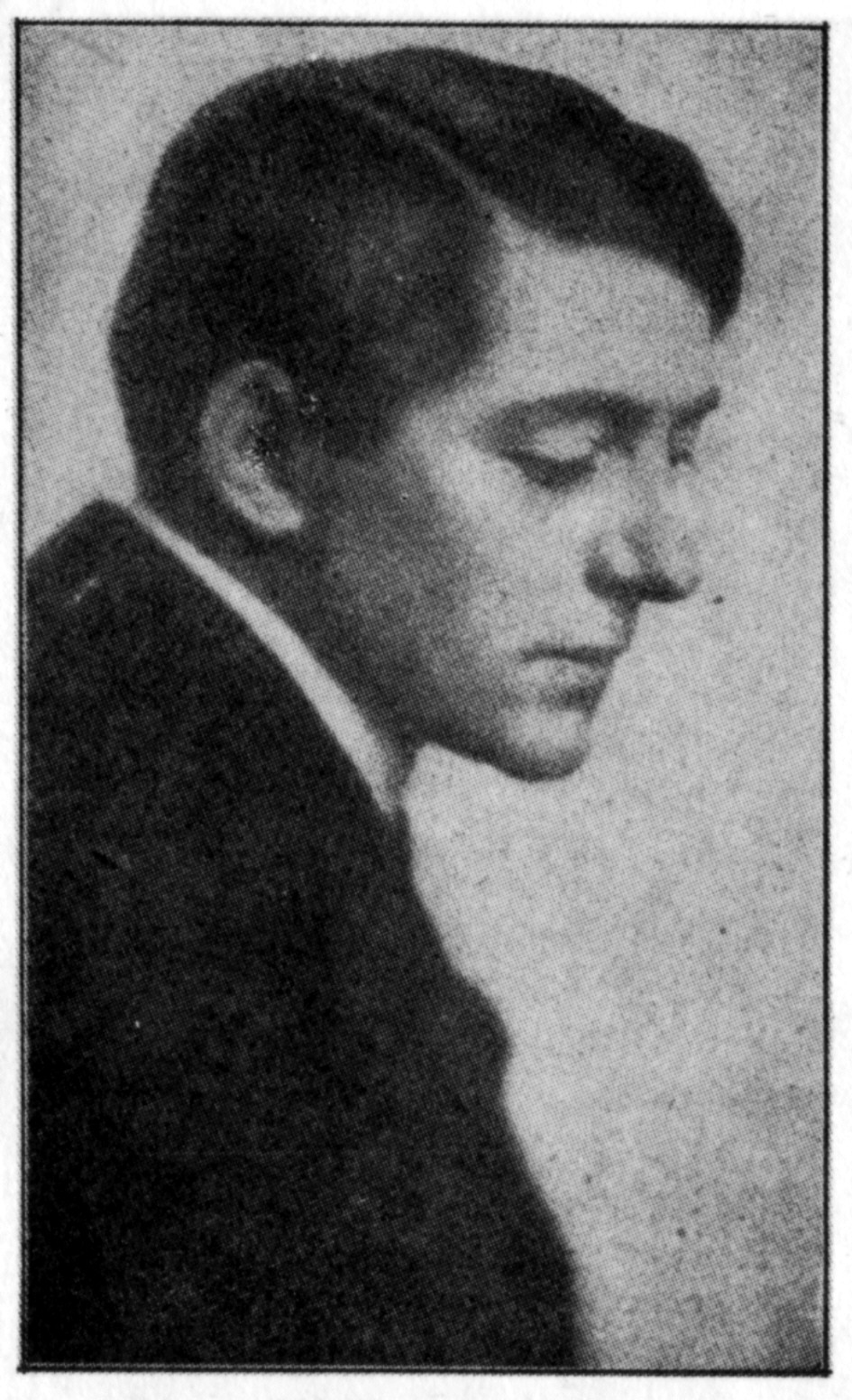
Waldemar Bonsels

- 21. Februar: Waldemar Bonsels, deutscher Schriftsteller († 1952)
- 21. Februar: Pierre Chaumié, französischer Politiker und Résistant († 1966)
- 21. Februar: Emil Králík, tschechischer Architekt († 1946)
- 22. Februar: Kurt Müller, deutscher Archäologe († 1972)
- 23. Februar: Roy D. Chapin, US-amerikanischer Unternehmer und Politiker († 1936)
- 26. Februar: Kenneth Essex Edgeworth, irischer Astronom († 1972)
- 27. Februar: Wilhelm August Lautenschläger, deutscher Komponist und Pianist († 1949)
- 27. Februar: Ernst Otto Oßwald, deutscher Architekt († 1960)

### März
- 01. März: Lytton Strachey, britischer Biograph, Kritiker und Schriftsteller († 1932)
- 01. März: Manfred Kyber, deutscher Autor von anthroposophischen Tiergeschichten († 1933)
- 02. März: Alfred J. Lotka, US-amerikanischer Mathematiker, Chemiker und Demograph († 1949)
- 02. März: Ivar Kreuger, schwedischer Unternehmer († 1932)
- 03. März: Jerónimo Costa, chilenischer Maler († 1967)
- 05. März: Sergei Natanowitsch Bernstein, russischer Mathematiker († 1968)
- 06. März: Sir Jameson Boyd Adams, britischer Polarforscher († 1962)
- 10. März: Karl Erich Andrée, deutscher Geologe und Paläontologe († 1959)
- 15. März: Joseph Lecacheux, französischer Politiker († 1952)
- 15. März: Pierre Maillon, französischer Automobilrennfahrer († 1930)
- 15. März: José da Costa Nunes, portugiesischer Geistlicher, Erzbischof von Goa und Kardinal († 1976)
- 17. März: Guillermo Uribe Holguín, kolumbianischer Komponist († 1971)
- 17. März: Julius Bamberger, deutscher jüdischer Kaufhausbesitzer in Bremen, NS-Opfer († 1951)
- 17. März: Lawrence Oates, britischer Polarforscher († 1912)
- 18. März: Walter Hohmann, deutscher Prüfingenieur für Baustatik, Raumfahrtpionier († 1945)
- 18. März: Alexander Zinn, deutscher Schriftsteller und Politiker († 1941)
- 19. März: Oscar Behrens, deutscher Verwaltungsjurist und Bürgermeister († 1969)
- 21. März: Gilbert Maxwell Aronson, US-amerikanischer Schauspieler, Regisseur, Produzent und Drehbuchautor († 1971)
- 21. März: Hans Hofmann, deutscher Maler († 1966)
- 23. März: Paul B. Johnson senior, US-amerikanischer Politiker († 1943)

- 25. März: Alexander Petrowitsch Apsit, lettischer Künstler († 1943)
- 26. März: Alfred A. Cohn, US-amerikanischer Drehbuchautor († 1951)
- 26. März: Georges Mys, belgischer Ruderer († 1952)
- 27. März: Robert Pferdmenges, deutscher Bankier und Politiker († 1962)
- 27. März: Walther Grosse, deutscher Beamter und Regionalhistoriker († 1943)
- 27. März: Otto Vitense (Pädagoge), deutscher Pädagoge, mecklenburgischer Landeshistoriker († 1948)
- 28. März: Fritz Klatte, deutscher Chemiker († 1934)
- 29. März: Eduard Hütter, österreichischer Architekt und Bühnenbildner († 1967)
- 29. März: Rosina Lhévinne, russisch-US-amerikanische Pianistin († 1976)
- 30. März: Artur Jacobs, deutscher Philosoph († 1968)
- 30. März: Seán O’Casey, irischer Freiheitskämpfer und Dramatiker († 1964)
- 31. März: Paul Gleeson, US-amerikanischer Tennisspieler († 1956)

### April
- 02. April: Ketewan Swanidse, erste Ehefrau von Josef Stalin († 1907)
- 03. April: Otto Weininger, österreichischer Philosoph († 1903)
- 04. April: Georg Ludwig von Trapp, deutscher U-Boot-Kommandant und Vater der singenden Trapp-Familie († 1947)
- 06. April: Wilhelm Burger, deutscher Weihbischof († 1952)
- 07. April: Fritz Grünbaum, tschechischer Kabarettist, Operetten- und Schlagerautor († 1941)
- 07. April: Vincas Mickevičius-Kapsukas, litauischer kommunistischer Politiker († 1935)
- 09. April: Jan Letzel, tschechischer Architekt († 1925)
- 10. April: Aloys Fischer, deutscher Pädagoge († 1937)
- 10. April: Frances Perkins, US-amerikanische Politikerin († 1965)
- 10. April: Hans Purrmann, deutscher Maler, Grafiker, Kunstschriftsteller und Sammler († 1966)
- 12. April: Emmy Beckmann, deutsche Pädagogin († 1967)
- 13. April: Hans Adler, österreichischer Lyriker, Schriftsteller und Librettist († 1957)
- 13. April: Greten Handorf, deutsche Reederin († 1944)
- 13. April: Fritz Tarnow, deutscher Gewerkschafter und MdR der Weimarer Republik († 1951)
- 13. April: Ludwig von Ficker, deutscher Schriftsteller und Verleger († 1967)
- 13. April: Walther von Knebel, deutscher Geologe († 1907)
- 15. April: Max Wertheimer, deutschstämmiger Begründer der Gestalttheorie bzw. Gestaltpsychologie († 1943)
- 17. April: Arthur Trebitsch, österreichischer Schriftsteller und Philosoph († 1927)
- 20. April: Johann Knief, deutscher Lehrer, Redakteur und Politiker († 1919)
- 21. April: Tony Sarg, deutsch-US-amerikanischer Puppenspieler und Illustrator († 1942)

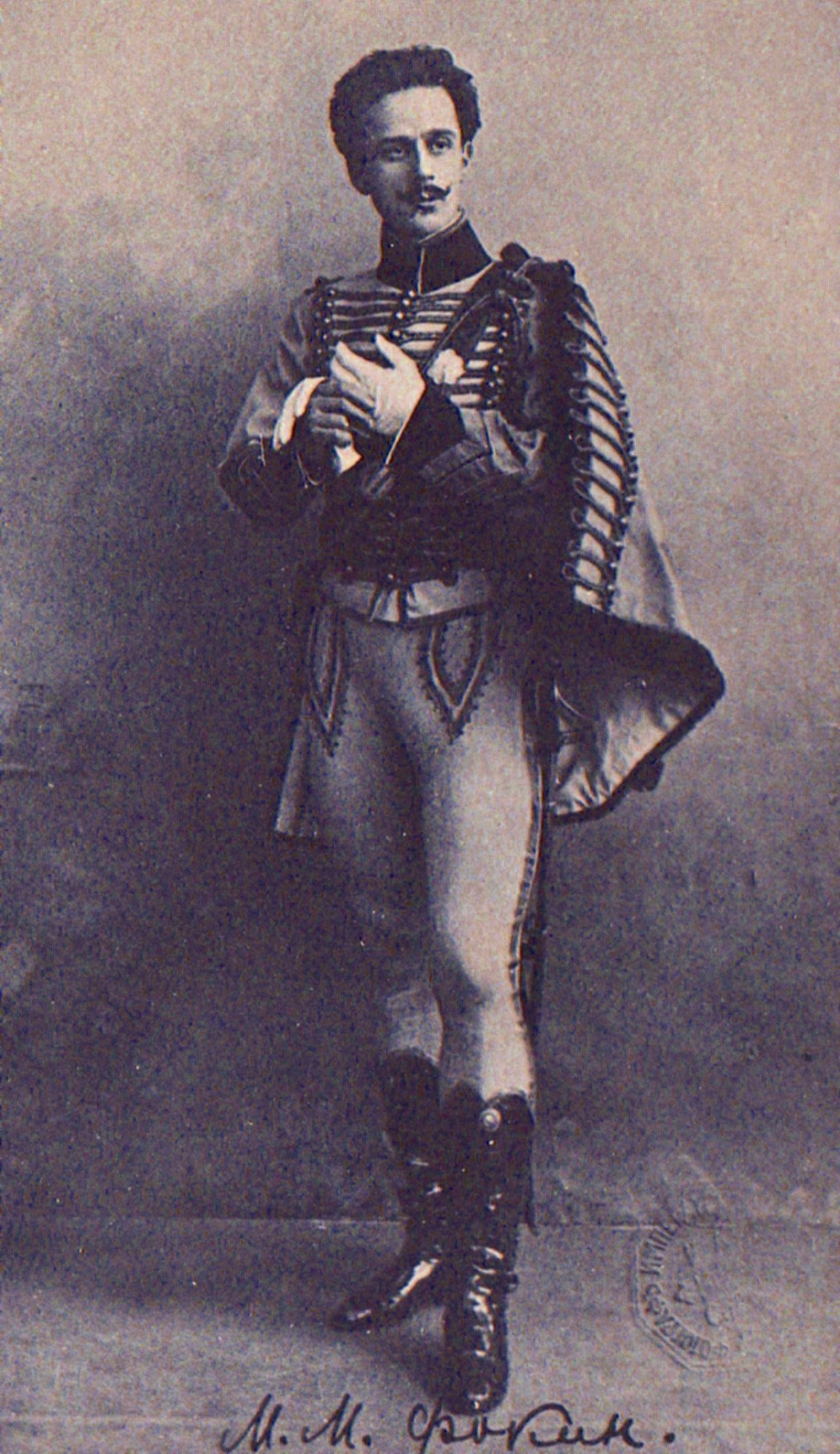
Michel Fokine als Lucien d'Hervilly in Paquita, um 1905

- 22. April: Otto Schoele, deutscher Jurist und Bankmanager († 1950)
- 23. April: Michel Fokine, russischer Choreograf und Gründer des modernen Balletts († 1942)
- 26. April: Paul Gurk, deutscher Schriftsteller und Maler († 1953)
- 29. April: Adolf Chybiński, polnischer Musikwissenschaftler und -pädagoge († 1952)
- 29. April: Julius Springer der Jüngere, deutscher Verleger († 1968)

### Mai
- 01. Mai: J. O. LaMadeleine, kanadischer Fiddlespieler († 1973)
- 03. Mai: Martin Luserke, deutscher Reformpädagoge und Schriftsteller († 1968)
- 04. Mai: Bruno Taut, deutscher Architekt und Stadtplaner († 1938)
- 05. Mai: Adrian Carton de Wiart, britischer Generalleutnant († 1963)
- 06. Mai: Maximilian Josef Auer, österreichischer Musikwissenschaftler († 1962)
- 06. Mai: Chino Masako, japanische Lyrikerin († 1946)

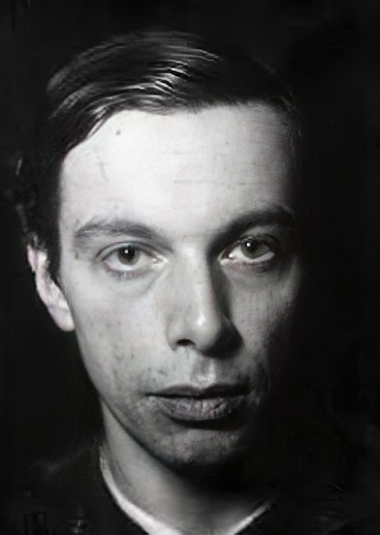
Ernst Ludwig Kirchner, 1919

- 06. Mai: Ernst Ludwig Kirchner, deutscher Maler des Expressionismus († 1938)
- 07. Mai: Karl Bleyle, österreichischer Musiker und Komponist († 1969)
- 07. Mai: Oskar Perron, deutscher Mathematiker († 1975)
- 09. Mai: Mihkel Lüdig, estnischer Komponist († 1958)
- 09. Mai: Heinrich Schmiedeknecht, deutscher Architekt († 1962)
- 12. Mai: Lincoln Ellsworth, US-amerikanischer Polarforscher († 1951)
- 14. Mai: Elsbeth Ebertin, deutsche Astrologin und Graphologin († 1944)
- 14. Mai: Georg Vitzthum von Eckstädt, deutscher Kunsthistoriker († 1945)
- 14. Mai: Wilhelm List, deutscher Heeresoffizier († 1971)
- 15. Mai: Otto Dibelius, evangelischer Bischof in Berlin-Brandenburg († 1967)
- 18. Mai: Theodor Laurezzari, deutscher Ruderer
- 19. Mai: Max Clarenbach, deutscher Maler der Düsseldorfer Malerschule († 1952)
- 21. Mai: Tudor Arghezi, rumänischer Schriftsteller († 1967)
- 21. Mai: Rudolf von Gutmann, österreichisch-kanadischer Unternehmer, Bankier und Kunstsammler († 1966)
- 22. Mai: Ernest Oppenheimer, deutsch-britischer Diamantenhändler († 1957)
- 23. Mai: Gustaw Gwozdecki, polnisch-französischer Bildhauer, Maler, Grafiker und Kunstschriftsteller († 1935)
- 25. Mai: Charlotte Berend-Corinth, deutsche Malerin, Lithographin, Buchillustratorin und Autorin († 1967)
- 25. Mai: Lauri Wylie, britischer Autor († 1951)
- 29. Mai: Ernst Aufseeser, deutscher Maler, Lithograf, Xylograf, Grafikdesigner und Hochschullehrer († 1940)
- 29. Mai: Edmund Löns, deutscher Forstmann und Kynologe († 1964)
- 29. Mai: Oswald Spengler, deutscher Geschichtsphilosoph und Kulturhistoriker († 1936)
- 30. Mai: Miel Mundt, niederländischer Fußballspieler († 1949)
- 31. Mai: Heinrich Greinacher, Schweizer Physiker († 1974)
- 31. Mai: Richard Kuöhl, deutscher Bildhauer, Architekturplastiker († 1961)

### Juni

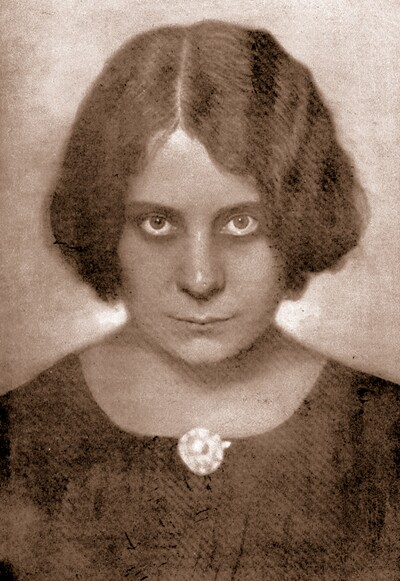
Margit Kaffka

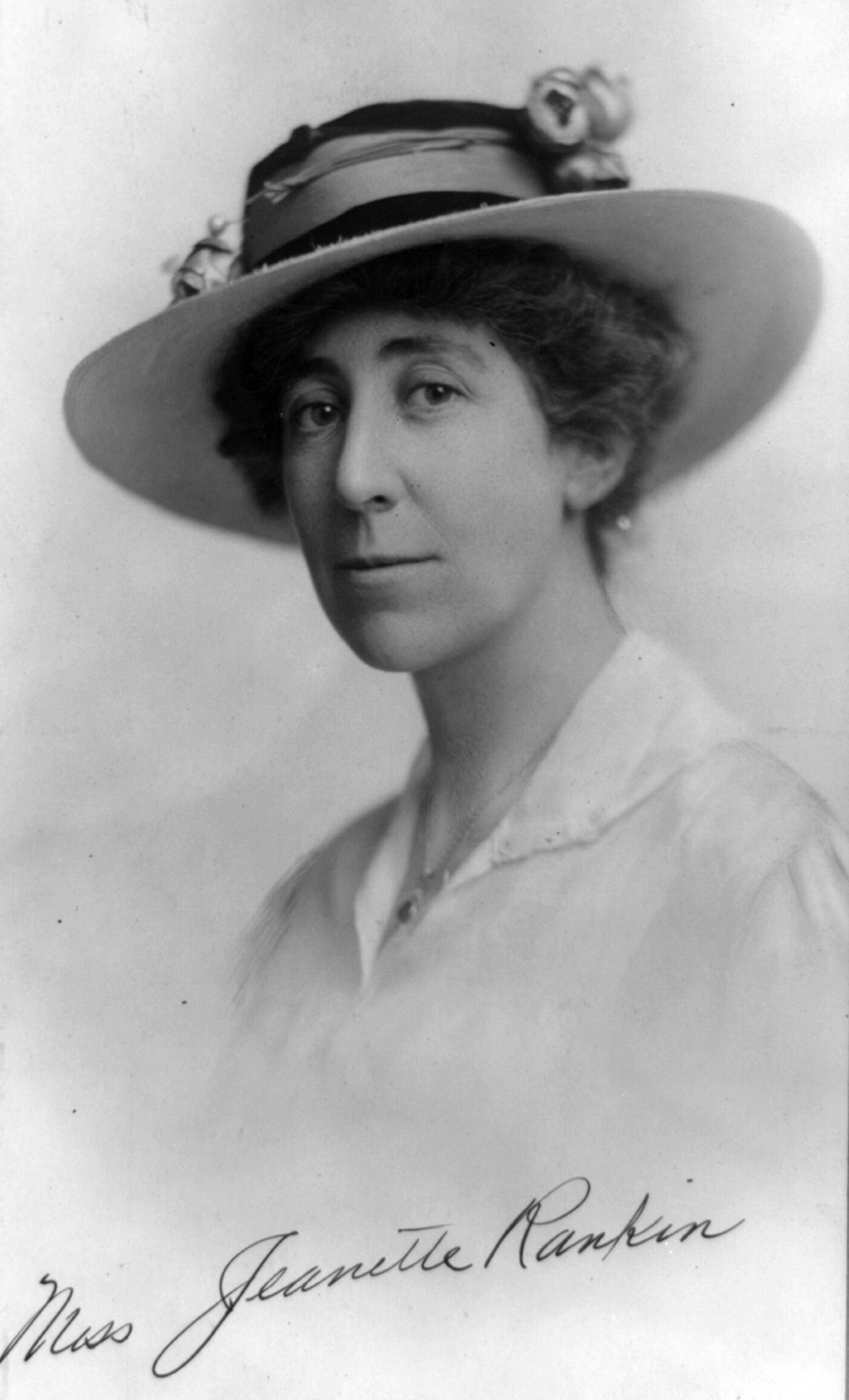
Jeannette Rankin

Helen Keller

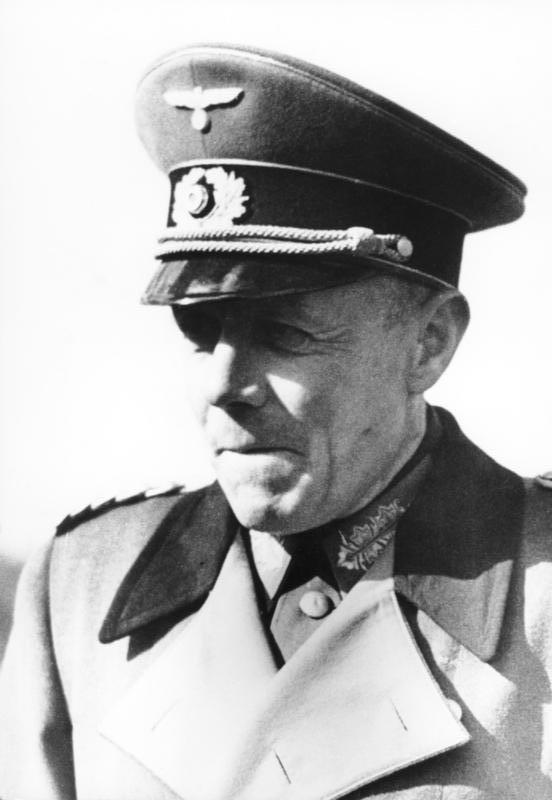
Ludwig Beck, 1937

- 01. Juni: Heinrich Nauen, deutscher Maler des Expressionismus († 1940)
- 06. Juni: William Thomas Cosgrave, irischer Politiker und Regierungschef († 1965)
- 06. Juni: Norbert Jacques, Schriftsteller luxemburgischer Herkunft († 1954)
- 06. Juni: Paul Spamann, deutscher Automobilrennfahrer († 1957)
- 07. Juni: Friedrich Meggendorfer, deutscher Psychiater und Neurologe († 1953)
- 07. Juni: Wladimir Nikolajewitsch Sukatschow, russischer Forstwissenschaftler und Geobotaniker († 1967)
- 09. Juni: Bernhard Howaldt junior, norddeutscher Ingenieur, Reeder, Unternehmer († 1958)
- 10. Juni: André Derain, französischer Maler († 1954)
- 10. Juni: Margit Kaffka, ungarische Lyrikerin († 1918)
- 11. Juni: Jeannette Rankin, US-amerikanische Politikerin, Frauenrechtlerin und Friedensaktivistin († 1973)
- 11. Juni: Willem Janssen, niederländischer Fußballspieler († 1976)
- 14. Juni: Walter von Molo, deutscher Schriftsteller († 1958)
- 15. Juni: Nagano Osami, japanischer Admiral († 1947)
- 15. Juni: Albert Soergel, deutscher Literaturwissenschaftler († 1958)
- 15. Juni: Blind Alfred Reed, US-amerikanischer Country-Musiker († 1956)
- 16. Juni: Alice Bailey, britische Schriftstellerin († 1949)
- 17. Juni: Carl van Vechten, US-amerikanischer Fotograf, Schriftsteller († 1964)
- 20. Juni: Friedrich Karl Dühring, deutscher Kolonialoffizier († ?)
- 20. Juni: Friedrich Gundolf, deutscher Literaturwissenschaftler jüdischer Herkunft († 1931)
- 22. Juni: William Cohn, deutsch-britischer Kunsthistoriker und Sinologe († 1961)
- 23. Juni: Hugo Auvera, deutscher Unternehmer († 1962)
- 24. Juni: Oswald Veblen, US-amerikanischer Mathematiker († 1960)
- 25. Juni: Erich Emminger, deutscher Politiker († 1951)
- 25. Juni: Felix Swinstead, englischer Pianist, Komponist und Musikpädagoge († 1959)
- 26. Juni: Josef Reither, österreichischer Politiker († 1950)
- 27. Juni: Helen Keller, US-amerikanische Schriftstellerin († 1968)
- 29. Juni: Ludwig August Theodor Beck, deutscher General und Widerstandskämpfer († 1944)
- 30. Juni: Rosa Bloch-Bollag, Figur der Schweizer Arbeiterbewegung († 1922)
- 30. Juni: Rabod von Kröcher, deutscher Springreiter und Silbermedaillengewinner der Olympischen Spiele 1912 († 1945)

### Juli
- 01. Juli: Joseph-Ermend Bonnal, französischer Komponist, Organist und Musikpädagoge († 1944)
- 01. Juli: Herbert Koch, deutscher Archäologe († 1962)
- 02. Juli: Anton Breinl, österreichischer Zoologe und Mediziner († 1944)
- 03. Juli: Heinrich Droste, deutscher Verleger († 1958)
- 03. Juli: Lejaren Hiller, US-amerikanischer Fotograf und Illustrator († 1969)
- 04. Juli: Stellan Rye, dänischer Drehbuchautor und Regisseur († 1914)
- 04. Juli: Victor Kraft, österreichischer Wissenschaftstheoretiker († 1975)
- 08. Juli: Georg Krücke, Oberbürgermeister von Wiesbaden († 1961)
- 08. Juli: Henri Donnedieu de Vabres, französischer Strafrechtler († 1952)
- 09. Juli: Natalija Sergejewna Brassowa, russische Gräfin von Brassow († 1952)
- 11. Juli: Dora Köring, deutsche Tennisspielerin († 1945)
- 12. Juli: Hermann Harry Schmitz, deutscher Verfasser und Essayist († 1913)
- 13. Juli: Hermann Schmidt, deutscher Jurist und Politiker († 1945)
- 15. Juli: Gonzague de Reynold, Schweizer Schriftsteller und Professor († 1970)
- 18. Juli: Ludger Mintrop, deutscher Geophysiker († 1956)
- 20. Juli: Hermann Graf Keyserling, deutscher Philosoph († 1946)
- 21. Juli: Rafail Abramowitsch, russischer Bundist und Menschewik († 1963)
- 21. Juli: Charles Delaporte, französischer Ruderer und Radsportler († 1949)
- 21. Juli: Milan Rastislav Štefánik, tschechoslowakischer General († 1919)
- 22. Juli: Rudolf Brandsch, österreichisch-deutscher Politiker († 1953)
- 22. Juli: Charles W. Tobey, US-amerikanischer Politiker († 1953)
- 23. Juli: Jean-Marie le Bourvelec, französischer Turner († 1969)
- 24. Juli: Ernest Bloch, US-amerikanischer Komponist († 1959)
- 24. Juli: Filareto Kavernido, deutscher Anarchist († 1933)
- 26. Juli: Bror Abelli, schwedischer Regisseur, Schauspieler, Sänger, Schriftsteller und Kinobesitzer († 1962)
- 28. Juli: Ulrich von Württemberg, württembergischer Prinz († 1880)
- 31. Juli: Eduard Edert, schleswig-holsteinischer Politiker und Autor († 1967)
- 31. Juli: Heinrich Simon. deutscher Journalist und Verleger († 1941)

### August

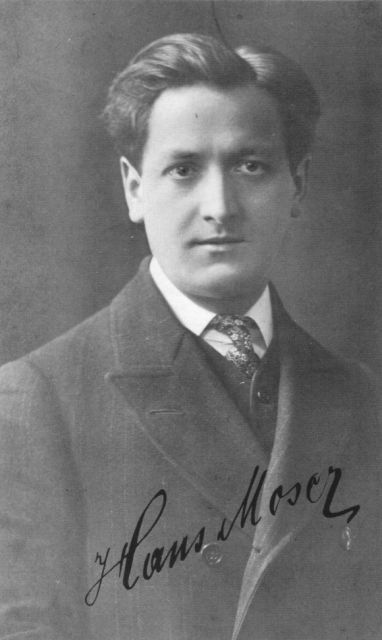
Hans Moser, 1902

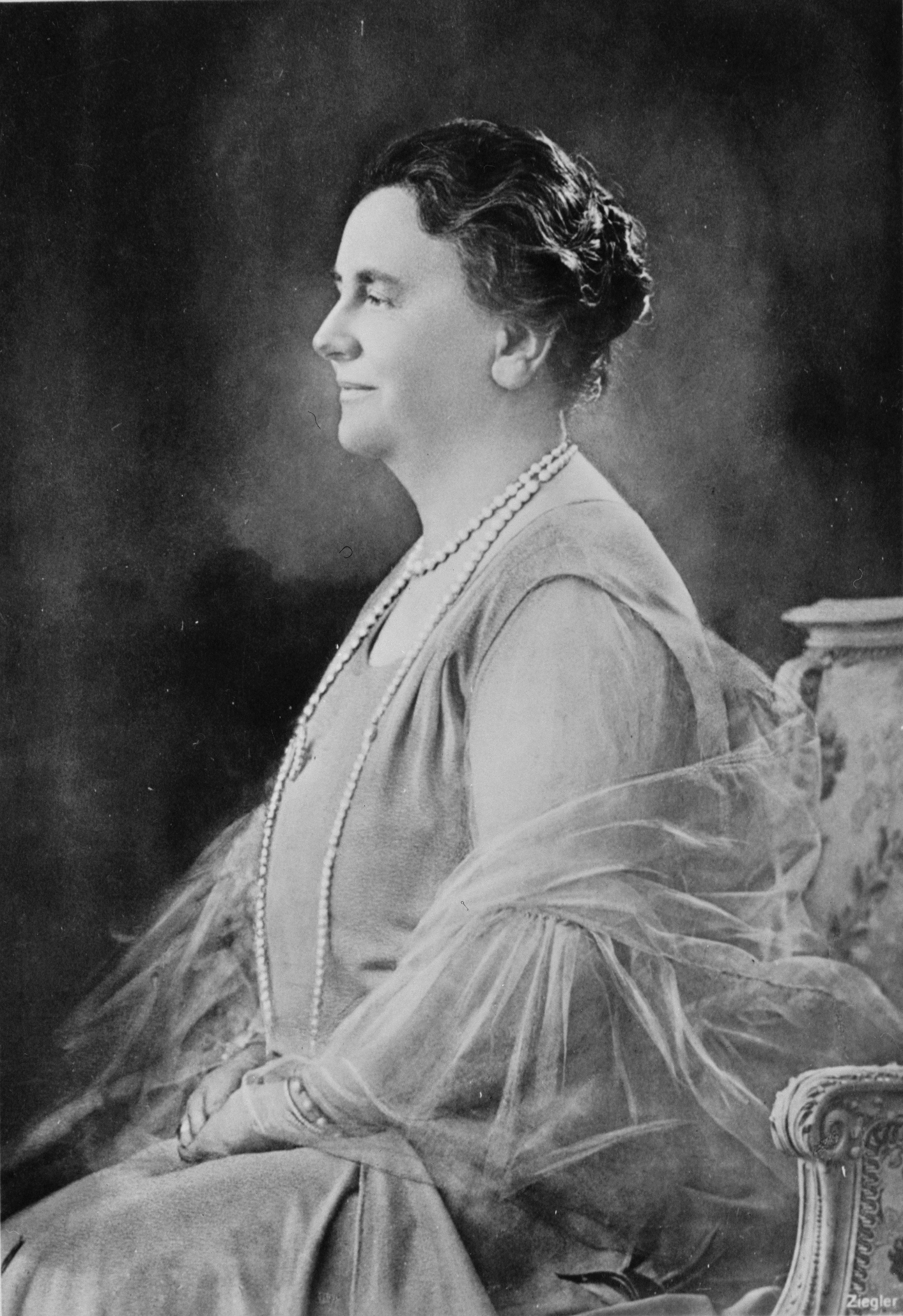
Königin Wilhelmina der Niederlande, etwa 1942

- 02. August: Alfred Mell, österreichischer Historiker und Direktor des Heeresgeschichtlichen Museums († 1962)
- 02. August: Benito Rebolledo, chilenischer Maler († 1964)
- 04. August: Werner von Fritsch, deutscher Offizier († 1939)
- 05. August: Hermann Lüdemann, Ministerpräsident des Landes Schleswig-Holstein († 1959)
- 06. August: Hans Moser, österreichischer Schauspieler († 1964)
- 07. August: Walther Lietzmann, deutscher Mathematiker, Pädagoge und Mathematikdidaktiker († 1959)
- 10. August: Clarence Cameron White, US-amerikanischer Komponist († 1960)
- 12. August: Marguerite Radclyffe Hall, britische Schriftstellerin († 1943)
- 14. August: Fred Alexander, US-amerikanischer Tennisspieler († 1969)
- 17. August: Leo Ascher, österreichischer Komponist und Jurist († 1942)
- 17. August: Paul Kammerer, österreichischer Zoologe († 1926)
- 18. August: Tilla Durieux, österreichische Schauspielerin († 1971)
- 19. August: Georg Schmückle, deutscher Schriftsteller († 1948)
- 22. August: George Herriman, US-amerikanischer Comiczeichner und Karikaturist († 1944)
- 22. August: Gorch Fock (eigentlich Johann Wilhelm Kinau), deutscher Dichter († 1916)
- 24. August: Oda Hardt-Rösler, deutsche Künstlerin († 1965)
- 24. August: Hans Nawiasky, deutscher Jurist und Staatsrechtler († 1961)
- 25. August: Robert Stolz, österreichischer Komponist und Dirigent († 1975)
- 26. August: Guillaume Apollinaire, französischer Schriftsteller und Kunstkritiker († 1918)
- 27. August: Édouard Flament, französischer Komponist († 1958)
- 27. August: Otto Zehentbauer, deutscher Bildhauer († 1961)
- 29. August: Curt Baller, deutscher Jurist, Kommunalpolitiker und preußischer Verwaltungsbeamter († 1966)
- 29. August: Marie-Louise Meilleur, kanadische Altersrekordlerin († 1998)
- 30. August: Nikolai Astrup, norwegischer Maler († 1928)
- 30. August: Konrad Graf von Preysing, deutscher Geistlicher, Bischof von Eichstätt und Berlin († 1950)
- 31. August: Wilhelmina, Königin der Niederlande († 1962)

### September
- 01. September: Gerhard Mensch, deutscher Bauingenieur († 1940)
- 03. September: Gustav Peter Bucky, deutscher Radiologe, Physiker, Wissenschaftler und Erfinder († 1963)
- 05. September: Felix Schloemp, deutscher Schriftsteller, Satiriker und Herausgeber († 1916)
- 06. September: Felix Huch, deutscher Arzt und Schriftsteller († 1952)
- 09. September: Marie Guillot, französische Gewerkschafterin und Feministin († 1934)
- 11. September: Felix Knubben, deutscher Kirchenmusiker und Komponist († 1934)
- 14. September: Archie Hahn, US-amerikanischer Leichtathlet († 1955)
- 14. September: Paul Fechter, deutscher Theaterkritiker, Redakteur und Schriftsteller († 1958)
- 14. September: Joseph Emile Harley, US-amerikanischer Politiker († 1942)
- 16. September: Carl Carls, deutscher Schachspieler († 1958)
- 17. September: Désiré-Émile Inghelbrecht, französischer Dirigent und Komponist († 1965)
- 19. September: Zequinha de Abreu, brasilianischer Komponist und Instrumentalist († 1935)
- 19. September: Abraham Asscher, niederländischer Diamantenhändler und Politiker († 1950)
- 20. September: Ildebrando Pizzetti, italienischer Komponist († 1968)
- 21. September: Erich Kaufmann, deutscher Staatsrechtler († 1972)
- 22. September: Walter Asmis, deutscher Jurist und Agrarfunktionär († 1954)
- 22. September: Christabel Pankhurst, britische Frauenrechtlerin († 1958)

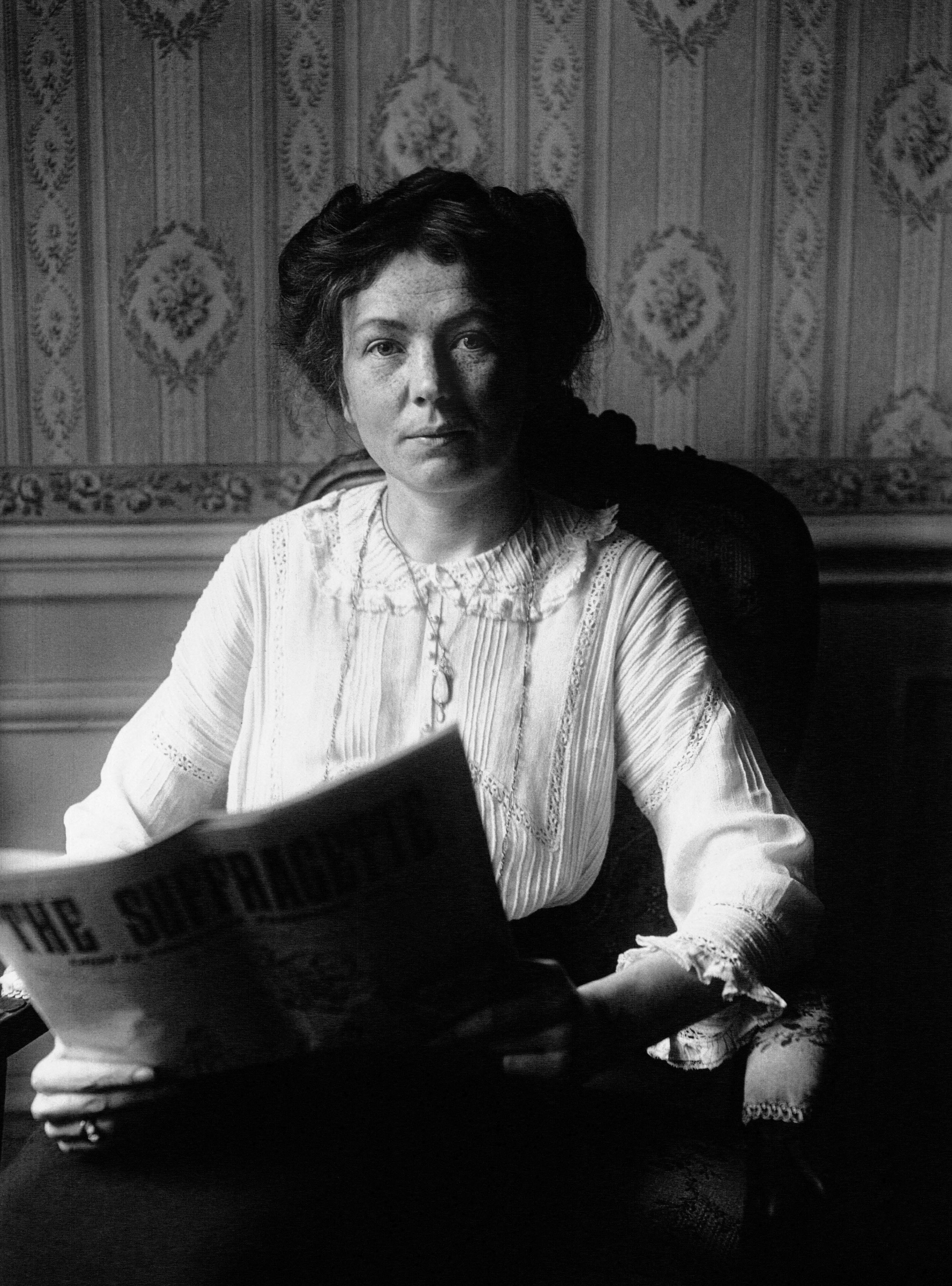
Christabel Pankhurst

- 23. September: John Boyd Orr, britischer Ernährungswissenschaftler († 1971)
- 24. September: Sarah Knauss, US-amerikanische Altersrekordlerin († 1999)
- 25. September: Waldemar Koch, deutscher liberaler Politiker († 1963)
- 26. September: Marcus Ariowitsch, deutscher Unternehmer († 1969)
- 27. September: Jacques Thibaud, französischer Violinist († 1953)
- 28. September: Emma Cotta, deutsche Bildhauerin († 1957)
- 28. September: Stanko Premrl, slowenischer Komponist († 1965)
- 29. September: Liberato Ribeiro Pinto, portugiesischer Militär und Politiker, Ministerpräsident († 1949)

### Oktober
- 01. Oktober: Heinrich Frantzen, deutscher Komponist († 1953)
- 02. Oktober: Geoffrey Lawrence, Vorsitzender Richter bei den Nürnberger Prozessen († 1971)
- 04. Oktober: Nicolaas van Wijk, niederländischer Germanist, Niederlandist und gilt als Vater der niederländischen Slawistik († 1941)
- 07. Oktober: Conrad Albrecht, deutscher Admiral im Ersten Weltkrieg († 1969)
- 07. Oktober: Paul Hausser, Schöpfer und Initiator der Waffen-SS († 1972)
- 08. Oktober: Fritz Bleyl, deutscher Architekt und Maler († 1966)
- 08. Oktober: Robert J. Bulkley, US-amerikanischer Politiker († 1965)
- 08. Oktober: Clemens Schmalstich, deutscher Komponist und Dirigent († 1960)
- 09. Oktober: Arthur Georg Arzt, deutscher Politiker († 1953)
- 10. Oktober: Maximilian Kaller, Bischof von Ermland in Ostpreußen († 1947)
- 12. Oktober: Louis Hémon, französischer Schriftsteller († 1913)
- 12. Oktober: Healey Willan, kanadischer Komponist, Organist, Chorleiter und Musikpädagoge († 1968)
- 15. Oktober: Marie Stopes, britische Frauenrechtlerin († 1958)
- 19. Oktober: Ichikawa Sadanji II., japanischer Kabukischauspieler († 1940)
- 22. Oktober: Jan van Beek, niederländischer Fußballspieler († 1952)
- 22. Oktober: Karl Meister, deutscher Philologe († 1963)
- 22. Oktober: Patápio Silva, brasilianischer Flötist und Komponist († 1907)
- 23. Oktober: Dominikus Böhm, deutscher Architekt († 1955)
- 26. Oktober: Andrei Bely, russischer Dichter und Theoretiker († 1934)
- 27. Oktober: Leopold Nenninger, deutscher Orgelbauer († 1970)
- 28. Oktober: Wilhelm Robert Karl Anderson, deutsch-baltischer Astrophysiker († 1940)
- 28. Oktober: Michele Cipolla, italienischer Mathematiker († 1947)
- 28. Oktober: Hans Schomburgk, deutscher Afrikaforscher und Pionier des Tierfilms († 1967)
- 29. Oktober: Otto Flake, deutscher Schriftsteller († 1963)

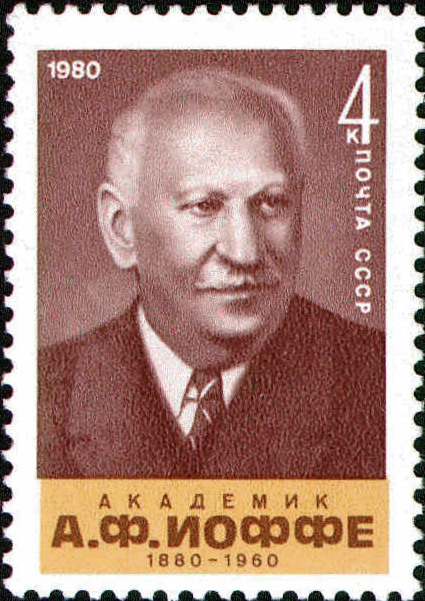
Abram Fjodorowitsch Joffe

- 29. Oktober: Abram Ioffe, sowjetischer Physiker († 1960)
- 29. Oktober: Jean Alexandru Steriadi, rumänischer Maler und Grafiker († 1956)
- 29. Oktober: Fritz Weege, deutscher Archäologe und Etruskologe († 1945)
- 31. Oktober: Michail Tomski, sowjetischer Politiker († 1936)

### November

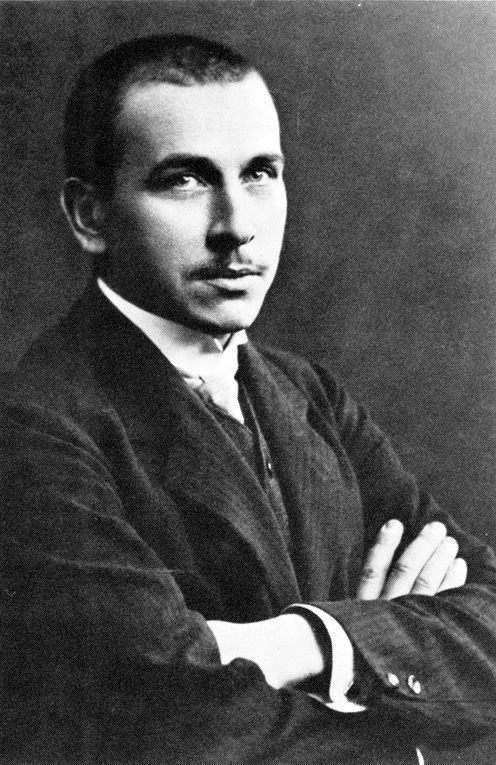
Alfred Wegener, 1910

- 01. November: Alfred Wegener, deutscher Meteorologe, Polar- und Geowissenschaftler († 1930)
- 02. November: Fritz Karl Walther Achterberg, deutscher Schauspieler († 1971)
- 02. November: John Foulds, englischer Komponist († 1939)
- 05. November: Richard Oswald, österreichischer Filmregisseur und Drehbuchautor († 1963)
- 06. November: Yoshisuke Aikawa, japanischer Unternehmer und Politiker († 1967)
- 06. November: Robert Musil, österreichischer Schriftsteller und Theaterkritiker († 1942)
- 07. November: Hans Walter Gruhle, deutscher Psychologe und Psychiater († 1958)
- 07. November: Joe May, österreichischer Regisseur und Produzent († 1954)
- 09. November: Albert Clément, französischer Automobilrennfahrer († 1955)
- 09. November: Rudolf Karel, tschechischer Komponist († 1945)
- 09. November: Giles Gilbert Scott, englischer Architekt († 1960)
- 10. November: Jacob Epstein, englischer Bildhauer, Zeichner († 1959)
- 11. November: Alexander Behm, deutscher Physiker († 1952)
- 13. November: Editha Klipstein, deutsche Journalistin und Schriftstellerin († 1953)
- 14. November: Nicolás C. Accame, argentinischer Stratege und Botschafter († 1963)
- 15. November: Hermann Remmele, deutscher Politiker († 1939)
- 16. November: Charles Haberkorn, US-amerikanischer Tauzieher und Ringer († 1966)
- 18. November: Emil Lehmann, sudetendeutscher Volkstumskämpfer († 1964)
- 18. November: Paul Maas, deutsch-jüdischer Altphilologe († 1964)
- 20. November: Clemens Högg, bayerischer Landtagsabgeordneter und Begründer der Arbeiterwohlfahrt in Neu-Ulm und Augsburg († 1945)
- 21. November: Franz Hessel, deutscher Schriftsteller († 1941)
- 25. November: John Flynn, australischer Theologe († 1951)
- 25. November: Harald Schering, deutscher Physiker, Erfinder der Schering-Brücke († 1959)
- 27. November: Roscoe C. McCulloch, US-amerikanischer Politiker († 1958)
- 28. November: Erwin Barth, deutscher Gartengestalter († 1933)
- 28. November: Alexander Alexandrowitsch Blok, Dichter der russischen Moderne († 1921)
- 28. November: Edward R. Burke, US-amerikanischer Politiker († 1968)
- 29. November: Nicolae Cocea, rumänischer Schriftsteller († 1949)
- 30. November: Arthur Laurendeau, kanadischer Sänger, Chorleiter und Musikpädagoge († 1963)

### Dezember
- 01. Dezember: Gertzlaff von Hertzberg, deutscher Jurist und Politiker († 1945)
- 01. Dezember: Thomas Griffith Taylor, australischer Geologe, Geograph Anthropologe und Polarforscher († 1963)
- 03. Dezember: Fedor von Bock, deutscher Generalfeldmarschall († 1945)
- 04. Dezember: Ernst Otto Horn, deutscher Numismatiker, Kaufmann, Weinküfer, Weingroßhändler, Königlich Sächsischer Hoflieferant und Kunstsammler († 1945)
- 04. Dezember: Pedro Segura y Sáenz, spanischer Geistlicher, Erzbischof von Sevilla und Kardinal († 1957)
- 06. Dezember: Harald Cosack, deutsch-baltischer Historiker, Übersetzer und Hochschullehrer († 1960)
- 06. Dezember: Christian Deubler, deutscher Kunstturner († 1963)
- 06. Dezember: Emanuel Ondříček, tschechischer Geiger, Musikpädagoge und Komponist († 1958)
- 08. Dezember: Johannes Aavik, estnischer Sprachwissenschaftler und Schriftsteller († 1973)
- 08. Dezember: Clément-Émile Roques, französischer Geistlicher, Erzbischof von Rennes und Kardinal († 1964)
- 09. Dezember: Rokeya Sakhawat Hussain, indische Schriftstellerin († 1932)
- 11. Dezember: Julius Bab, deutscher Schriftsteller († 1955)
- 12. Dezember: Johannes Jessen, deutscher Bibelübersetzer († 1945)
- 12. Dezember: Hugo Steiner-Prag, österreichisch-deutscher Illustrator, Buchgestalter und Pädagoge († 1945)
- 14. Dezember: Bruno Barilli, italienischer Komponist, Journalist und Schriftsteller († 1952)
- 15. Dezember: Erwin Ackerknecht, deutscher Volksbibliothekar († 1960)
- 15. Dezember: Maria Ansorge, deutsche Politikerin und MdB († 1955)
- 17. Dezember: Ferruccio Zambonini, italienischer Mineraloge († 1932)
- 19. Dezember: Abhakara Kiartiwongse, siamesischer Admiral, Prinz und Mediziner († 1923)
- 20. Dezember: Walter Brack, deutscher Schwimmer († 1919)
- 20. Dezember: Eugen Münch, Schweizer Politiker († 1919)
- 21. Dezember: David A. Reed, US-amerikanischer Politiker († 1953)
- 22. Dezember: Arthur Moser, Schweizer Politiker und Architekt († 1957)
- 23. Dezember: Ejnar Mikkelsen, dänischer Polarforscher, Autor und Inspektor von Grönland († 1971)
- 24. Dezember: Hermann Haller, Schweizer Bildhauer († 1950)
- 26. Dezember: Augusta von Zitzewitz, deutsche Malerin († 1960)
- 27. Dezember: Theodor Litt, deutscher Pädagoge, Philosoph († 1962)
- 28. Dezember: Janko Binenbaum, türkischer Komponist († 1956)
- 29. Dezember: Julien-Fernand Vaubourgoin, französischer Organist, Komponist und Musikpädagoge († 1952)
- 30. Dezember: Alfred Einstein, deutscher Musikwissenschaftler und Musikkritiker († 1952)
- 30. Dezember: Maurice Fournier, französischer Motorrad- und Automobilrennfahrer († 1911)

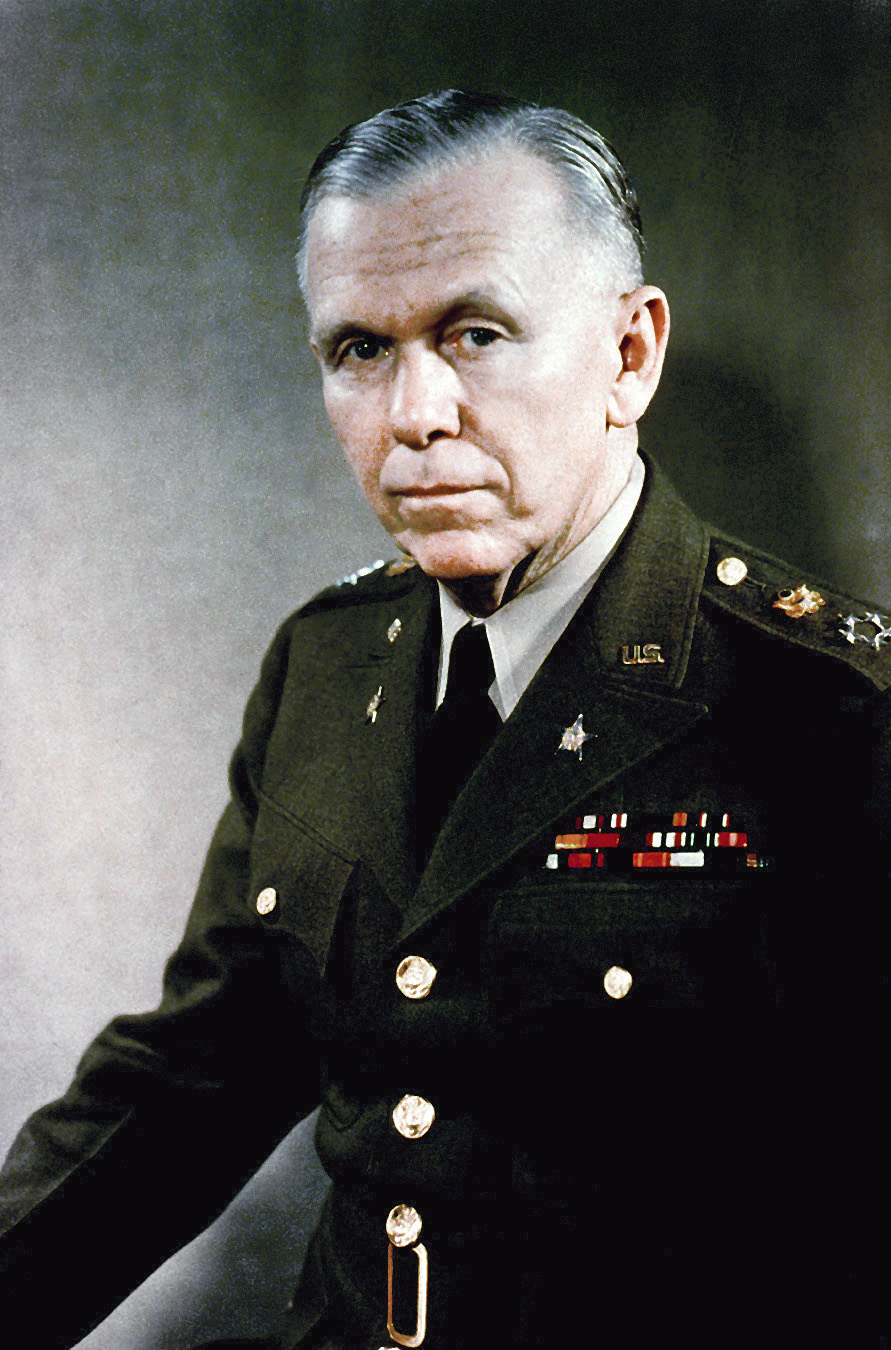
George C. Marshall, 1946

- 31. Dezember: George C. Marshall, US-amerikanischer General und Staatsmann († 1959)

### Genaues Geburtsdatum unbekannt
- Abd al-Aziz, Sultan der Alawiden in Marokko († 1943)
- Amir Adil Arslan, syrischer Politiker († 1954)
- Lidia Berroeta, chilenische Bildhauerin († 1943)
- Georg Hoffmann, deutscher Schwimmer und Wasserspringer († 1947)
- Christian Riecken, deutscher Ingenieur und Automobilrennfahrer († 1950)
- Emmerich Schwach, rumäniendeutscher Komponist, Geiger, Dirigent und Chorleiter († 1959)
- Ñico Lora, dominikanischer Musiker und Komponist († 1971)
- Eugen Schneider, Schweizer Architekt und Politiker († 1953)
- Tsuda Seifū, japanischer Maler († 1978)

## Gestorben

### Erstes Quartal
- 04. Januar: Anselm Feuerbach, deutscher Maler (* 1829)
- 06. Januar: Joshua Norton, US-amerikanischer Geschäftsmann, selbst ernannter Kaiser der Vereinigten Staaten (* 1811)
- 08. Januar: Gustav Heine, deutscher Architekt (* 1802)
- 09. Januar: Erhard Ackermann, deutscher Steinmetz (* 1813)
- 12. Januar: Ida Hahn-Hahn, deutsche Schriftstellerin und Lyrikerin (* 1805)
- 14. Januar: Carl Feer-Herzog, Schweizer Politiker, Unternehmer und Eisenbahnpionier (* 1820)
- 19. Januar: Jules Favre, französischer Politiker (* 1809)
- 19. Januar: James Westcott, US-amerikanischer Politiker (* 1802)
- 24. Januar: Friedrich Feuerbach, deutscher Philologe und Philosoph (* 1806)
- 28. Januar: James De Mille, kanadischer Professor für klassische Literatur und Schriftsteller (* 1833)
- 30. Januar: Paul Devaux, belgischer Staatsmann (* 1801)
- 03. Februar: Henry Moule, britischer Pfarrer und Erfinder (* 1801)
- 05. Februar: Adolph E. Borie, US-amerikanischer Politiker (* 1809)
- 08. Februar: Antonio Angelèri, italienischer Pianist und Musikpädagoge (* 1801)
- 10. Februar: Adolphe Crémieux, französischer Rechtsanwalt, Politiker und Journalist (* 1796)
- 11. Februar: Sherlock James Andrews, US-amerikanischer Politiker (* 1801)
- 12. Februar: Karl von Holtei, deutscher Schriftsteller, Schauspieler, Theaterregisseur und Theaterleiter (* 1798)
- 14. Februar: Samuel G. Arnold, US-amerikanischer Politiker (* 1821)
- 16. Februar: Heinrich von Abendroth, sächsischer Generalleutnant und Militärschriftsteller (* 1819)
- 16. Februar: Alexander von Villers, österreichischer Schriftsteller und Diplomat (* 1812)
- 17. Februar: Paul Mendelssohn Bartholdy, deutscher Chemiker (* 1841)
- 23. Februar: Fjodor Glinka, russischer Schriftsteller (* 1786)
- 24. Februar: Fridolin Josef Landolt, Schweizer Jurist (* 1806)
- 25. Februar: Johann Christoph Blumhardt, deutscher Pfarrer und evangelischer Theologe (* 1805)
- 26. Februar: Franziska Möllinger, Schweizer Daguerreotypistin (* 1817)
- 02. März: Robert Latane Montague, US-amerikanischer Politiker und Jurist (* 1819)
- 02. März: Moritz Auspitz, österreichischer Wundarzt und Chirurg (* 1803)
- 06. März: Friedrich Harkort, deutscher Unternehmer und Politiker (* 1793)
- 07. März: Louis Thomas Jerome Auzoux, französischer Modellbauer und Anatom (* 1797)
- 10. März: Thekla Knös, schwedische Autorin, Dichterin und Übersetzerin (* 1815)
- 12. März: Alfred Saker, britischer baptistischer Missionar in Kamerun, Dorfgründer und Bibelübersetzer (* 1814)
- 15. März: Johan Karel Jakob de Jonge, niederländischer Historiker (* 1828)
- 20. März: Joaquim Calado, brasilianischer Flötist und Komponist (* 1848)
- 20. März: Wilhelm Philipp Schimper, elsässischer Botaniker und Paläobotaniker (* 1808)
- 21. März: Elias David Sassoon, britisch-chinesischer Kaufmann und Opiumhändler (* 1820)
- 22. März: Anton von Stabel, badischer Regierungschef (* 1806)
- 23. März: Gustaf Adolf Mankell, schwedischer Organist und Komponist (* 1812)
- 25. März: Ludmilla Assing, deutsche Schriftstellerin (* 1821)
- 25. März: Marija Rozalija Auersperg Attems, österreichische Blumenmalerin (* 1816)
- 27. März: Nils Johan Andersson, schwedischer Botaniker (* 1821)
- 29. März: Jacob Axel Josephson, schwedischer Komponist (* 1818)
- 31. März: Henryk Wieniawski, polnischer Violinist und Komponist (* 1835)

### Zweites Quartal
- 03. April: Theodor Julius Hertel, deutscher Jurist und Bürgermeister (* 1807)
- 10. April: Johann Bast, deutsch-US-amerikanischer Architekt (* 1812)
- 18. April: Adolf Aronheim, deutscher Jurist und Politiker (* 1818)
- 18. April: William W. Hoppin, US-amerikanischer Politiker (* 1807)
- 18. April: Gerardus Johannes Mulder, niederländischer Mediziner, Pharmakologe, Chemiker und gilt als Entdecker des Proteins (* 1802)
- 28. April: Georg Koppitsch, österreich-ungarischer Steinmetzmeister (* 1825)
- 01. Mai: Friedrich Adolph Mackrott, deutscher Musiker (* 1811)
- 02. Mai: Eberhard Anheuser, deutscher Unternehmer und Brauereibesitzer (* 1806)

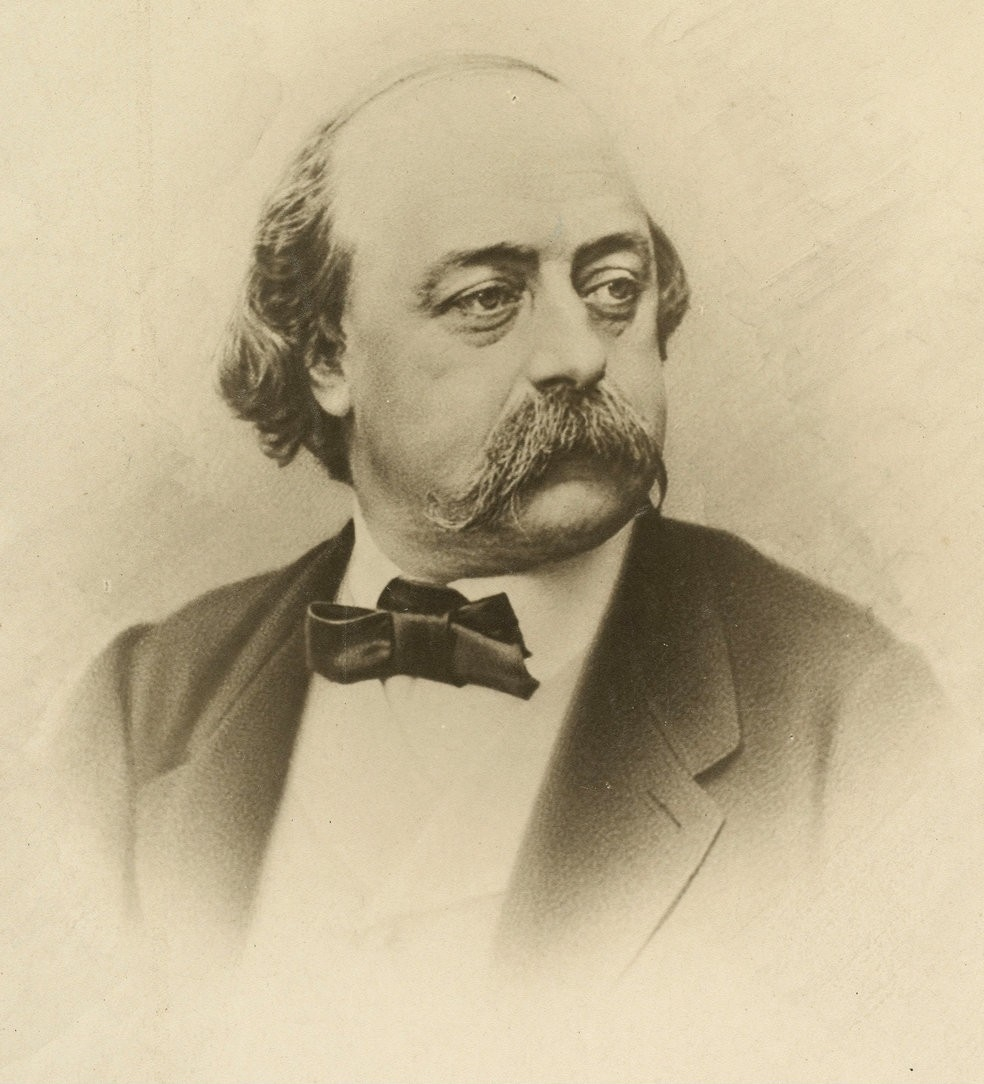
Gustave Flaubert

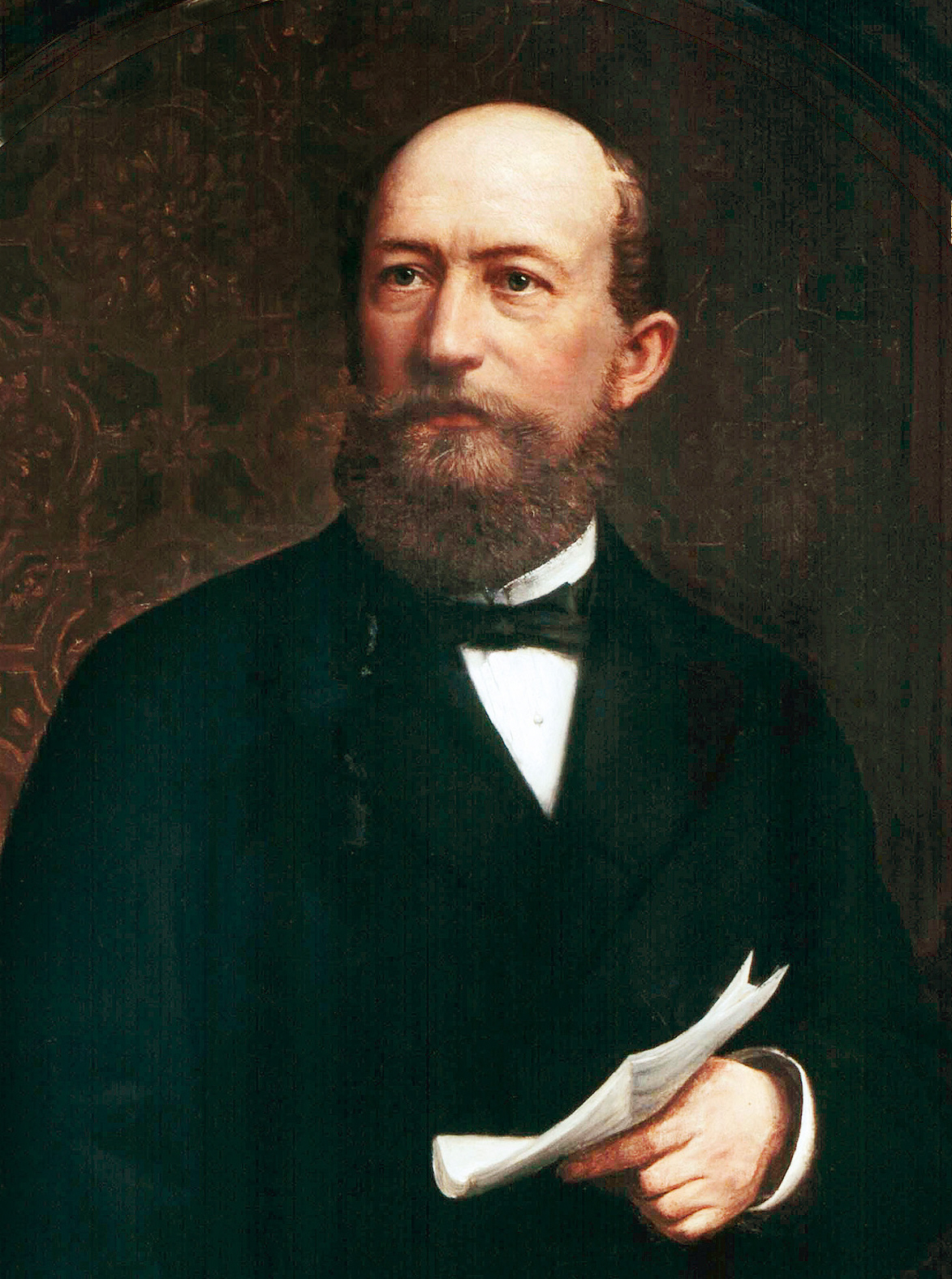
Friedrich Bayer

- 06. Mai: Friedrich Bayer, deutscher Unternehmer, Gründer der Farbenfabrik Friedrich Bayer, die heutige Bayer AG (* 1825)
- 08. Mai: Gustave Flaubert, französischer Schriftsteller (* 1821)
- 09. Mai: Hermann Berens, deutscher Pianist und Komponist (* 1826)
- 10. Mai: John Goss, englischer Organist und Komponist (* 1800)
- 13. Mai: David Thomas Ansted, englischer Geologe (* 1814)
- 20. Mai: Axel Gustaf Adlercreutz, schwedischer Staatsmann (* 1821)
- 20. Mai: Henry Stuart Foote, US-amerikanischer Politiker (* 1804)
- 20. Mai: Eugène de Ligne, belgischer Politiker (* 1804)
- 22. Mai: Joseph Aub, deutscher Reformrabbiner (* 1804)
- 22. Mai: Heinrich von Gagern, deutscher Politiker (* 1799)
- 29. Mai: Maximilian Steiner, österreichischer Schauspieler und Theaterdirektor (* 1830)
- 03. Juni: Marie von Hessen-Darmstadt, Zarin von Russland (* 1824)
- 05. Juni: Carl Friedrich Lessing, deutscher Maler der Romantik (* 1808)
- 05. Juni: Georg Friedrich Wagner, deutscher Orgelbauer (* 1818)
- 06. Juni: Eugen Adam, deutscher Schlachtenmaler (* 1817)
- 13. Juni: James A. Bayard, US-amerikanischer Politiker (* 1799)
- 17. Juni: James B. Howell, US-amerikanischer Politiker (* 1816)
- 18. Juni: Johann August Sutter, Schweizer Kaufmann und Gründer von Neu-Helvetien (* 1803)
- 21. Juni: Theophilus H. Holmes, Generalleutnant der Confederate States Army (* 1804)
- 23. Juni: Adolph Zsigmondy, österreichischer Zahnarzt (* 1816)
- 24. Juni: Jules Antoine Lissajous, französischer Physiker (* 1822)
- 27. Juni: Karl Wilhelm Borchardt, deutscher Mathematiker (* 1817)
- 28. Juni: Texas Jack Omohundro, US-amerikanischer Cowboy, Scout und Schauspieler (* 1846)
- 29. Juni: George Willem Vreede, niederländischer Rechtswissenschaftler und Rechtshistoriker (* 1809)
- 30. Juni: George Paget, britischer Politiker und General (* 1818)

### Drittes Quartal
- 04. Juli: Leonidas Sexton, US-amerikanischer Politiker (* 1827)
- 06. Juli: Johann Joseph Imhoff, deutscher Bildhauer (* 1796)
- 09. Juli: Paul Broca, französischer Anthropologe und Arzt (* 1824)
- 12. Juli: Tom Taylor, britischer Dramatiker (* 1817)
- 15. Juli: Adolphe Bauty, Schweizer evangelischer Geistlicher und Politiker (* 1798)
- 16. Juli: Johann Jakob Bänninger, Schweizer Lehrer und Mundartdichter (* 1821)
- 22. Juli: Johann Hermann Sanning, deutsch-US-amerikanischer Baumeister (* 1812)
- 23. Juli: Constantin Hering, deutsch-US-amerikanischer Arzt, Begründer der Homöopathie in Amerika (* 1800)
- 25. Juli: Otto Welter, deutscher Jurist und Bergsteiger (* 1839)
- 30. Juli: Francesco Saverio Apuzzo, italienischer Erzbischof und Kardinal (* 1807)
- 30. Juli: Hipolit Skimborowicz, polnischer Autor, Journalist und Herausgeber (* 1815)
- 01. August: Melchior Schlumpf, Schweizer Jesuit und Pädagoge (* 1797)
- 06. August: William Orlando Butler, US-amerikanischer Politiker (* 1791)
- 14. August: Charles Jules Labarte, französischer Kunsthistoriker (* 1797)
- 16. August: Herschel Johnson, US-amerikanischer Politiker (* 1812)
- 19. August: Heinrich Albert Hofmann, deutscher Buchhändler, Verleger und Theaterleiter (* 1818)
- 29. August: Paul Octave Hébert, US-amerikanischer Politiker (* 1818)
- 30. August: Hermann Anschütz, deutscher Maler (* 1802)
- 30. August: Robert McClelland, US-amerikanischer Politiker (* 1807)
- 03. September: Wilhelm Westmeyer, deutscher Komponist und Pianist (* 1829)
- 04. September: Hans Heinrich Ryffel, Schweizer Unternehmer und Politiker (* 1804)
- 06. September: Edwin Oppler, deutscher Architekt (* 1831)
- 10. September: Gustavus Adolphus Henry, US-amerikanischer Politiker (* 1804)
- 12. September: Bushrod Rust Johnson, Offizier der U.S. Army, Professor und Generalmajor im konföderierten Heer (* 1817)
- 19. September: Lafayette Sabine Foster, US-amerikanischer Politiker (* 1806)
- 21. September: Manuel Montt, Staatspräsident von Chile (* 1809)
- 29. September: François-Charles-Marie Gillard, französischer Geistlicher und ernannter römisch-katholischer Bischof von Constantine (* 1839)

### Viertes Quartal
- 01. Oktober: Félix de Las Cases, französischer Geistlicher und römisch-katholischer Bischof von Constantine-Hippone (* 1819)
- 05. Oktober: William Lassell, britischer Astronom (* 1799)

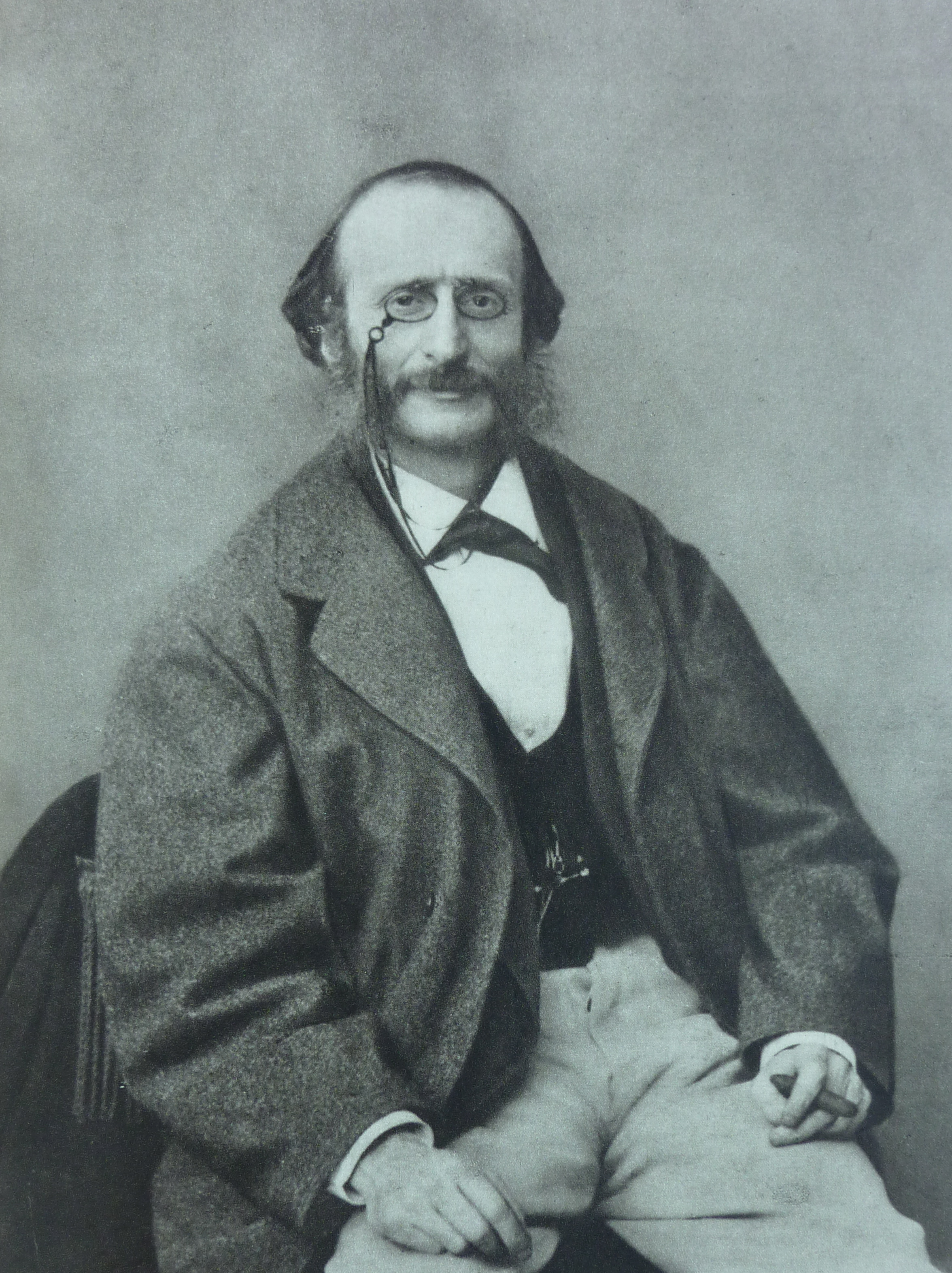
Jacques Offenbach

- 05. Oktober: Jacques Offenbach, deutsch-französischer Komponist (* 1819)
- 08. Oktober: Magnus Brostrup Landstad, norwegischer Pfarrer und Dichter (* 1802)
- 13. Oktober: Peleg Sprague, US-amerikanischer Jurist und Politiker (* 1793)
- 16. Oktober: Edouard Wolff, polnischer Pianist und Komponist (* 1816)
- 19. Oktober: Hermann von Schmid, deutscher Schriftsteller (* 1815)
- 28. Oktober: Édouard Séguin, französischer Arzt und Pädagoge (* 1812)
- 01. November: Albert von Rheinbaben, preußischer General der Kavallerie (* 1813)
- 06. November: Estanislao del Campo, argentinischer Dichter und Journalist (* 1834)
- 08. November: Andreas Peter Berggreen, dänischer Komponist (* 1801)
- 08. November: Edwin L. Drake, US-amerikanischer Ölsucher (* 1819)
- 08. November: Leonhard Spengel, deutscher Altphilologe (* 1803)
- 11. November: Ned Kelly, australischer Straßenräuber (* 1855)
- 11. November: Lucretia Mott, US-amerikanische Abolitionistin und Frauenrechtlerin (* 1793)
- 19. November: Bernard ter Haar, niederländischer reformierter Theologe, Kirchenhistoriker und Dichter (* 1806)
- 20. November: Léon Cogniet, französischer Maler (* 1794)
- 23. November: James Craig Watson, US-amerikanischer Astronom (* 1838)
- 24. November: Napoléon-Henri Reber, französischer Komponist (* 1807)
- 27. November: William Saurin Lyster, australischer Opernimpresario (* 1828)
- 28. November: Louis de Weck-Reynold, Schweizer Landwirt und Politiker (* 1823)
- 01. Dezember: Daniel Bashiel Warner, Präsident von Liberia (* 1815)
- 02. Dezember: Claudio S. Grafulla, US-amerikanischer Komponist, Arrangeur und Dirigent (* 1810 oder 1812)
- 04. Dezember: Hans Brackebusch, deutscher Theologe und Politiker (* 1808)
- 13. Dezember: Martin Gropius, deutscher Architekt (* 1824)
- 13. Dezember: John Stenhouse, schottischer Chemiker (* 1809)
- 19. Dezember: Maximilian Heinrich Rüder, deutscher Jurist und Politiker (* 1808)
- 21. Dezember: Amos Tappan Akerman, US-amerikanischer Jurist und Politiker (* 1821)
- 22. Dezember: George Eliot, Pseudonym der englischen Schriftstellerin Mary Ann Evans (* 1819)
- 24. Dezember: Jakob Hasler, Schweizer Jurist und liberaler Politiker (* 1825)
- 24. Dezember: Johann Heinrich Gottlieb Luden, deutscher Rechtswissenschaftler (* 1810)
- 24. Dezember: Simon Oppenheim, deutscher Bankier (* 1803)
- 25. Dezember: Fridolin Anderwert, Schweizer Politiker (* 1828)
- 27. Dezember: Alessandro Nini, italienischer Komponist (* 1805)
- 28. Dezember: Ulrich von Württemberg, württembergischer Prinz (* 1880)
- 31. Dezember: Arnold Ruge, deutscher Schriftsteller (* 1802)

### Genaues Todesdatum unbekannt
- Georg Michael Gramlich, hanseatischer Kaufmann und Konsul (* 1795)
- Auguste Charpentier, französischer Maler (* 1813)